# Список легіслатур штатів США

Легіслатури США за партією більшості (станом на квітень 2020):
Демократи
Республіканці
Демократи і республіканці порівну

Контроль партій над легіслатурами і губернаторами (станом на квітень 2020):
Демократи
Республіканці
Демократи і республіканці порівну

В цій статті наведено список легіслатур штатів США. Кожен штат США має свій законодавчий орган (які називаються "легіслатурами", "генеральними асамблеями" або якось по іншому). Ці законодавчі органи є важливою частиною уряду кожного штату, їх форми та процедури роботи описуються в конституціях кожного штату. Всі законодавчі органи штатів, окрім Легіслатури штату Небраска, є двопалатними, вони складаються з верхніх палат (які називається "сенатами") та нижніх палат (які називаються "палатами представників", "асамблеями" або "палатами делегатів"). В США також є Федеральний округ Колумбія та п'ять територій, які не є штатами. Вони також мають свої законодавчі органи. Серед штатів лише Небраска має однопалатну легіслатуру. Однопалатними є також законодавчі органи Федерального округу Колумбія, Гуаму та Американських Віргінських Островів. Конкретні дати, назви, тривалості термінів, обмеження по термінах, виборчі системи, виборчі округи та інші деталі визначаються конституціями і законами кожного штату чи території.

## Партійний контроль

### Партійний контроль легіслатур
| Легіслатури контрольовані республіканцями | 29 |
| Легіслатури контрольовані демократами     | 19 |
| Демократи і республіканці порівну         | 2  |
| Всього                                    | 50 |

### Партійний контроль урядів
| Уряди контрольовані республіканцями                     | 21 |
| Уряди контрольовані демократами                         | 15 |
| Демократичний губернатор та республіканська легіслатура | 8  |
| Республіканський губернатор та демократична легіслатура | 4  |
| Демократичний губернатор та розділена легіслатура       | 1  |
| Республіканський губернатор та розділена легіслатура    | 1  |
| Всього                                                  | 50 |

## Статистика

### Розподіл за партіями
Станом на березень 2020:
| Партія                        | Верхня палата  | Нижня палата   | Всього         |
| ----------------------------- | -------------- | -------------- | -------------- |
| Республіканська партія (рес.) | 1 084 (54.97%) | 2 775 (51.28%) | 3 859 (52.27%) |
| Демократична партія (дем.)    | 874 (44.32%)   | 2 581 (47.70%) | 3 455 (46.80%) |
| Позапартійні (поз.)           | 3 (0.15%)      | 20 (0.37%)     | 23 (0.31%)     |
| Прогресивна партія (про.)     | 2 (0.10%)      | 7 (0.13%)      | 9 (0.12%)      |
| Лібертаріанська партія (ліб.) | 0 (0.00%)      | 1 (0.02%)      | 1 (0.01%)      |
| Партія незалежності (нез.)    | 0 (0.00%)      | 1 (0.02%)      | 1 (0.01%)      |
| Вакантні мандати              | 9 (0.46%)      | 26 (0.54%)     | 35 (0.47%)     |
| Всього                        | 1 972          | 5 411          | 7 383          |

### Легіслатури штатів
Станом на серпень 2019:
| Штат              | Столиця         | Губернатор | Губернатор | Законодавчий орган | Законодавчий орган   | Верхня палата | Верхня палата | Верхня палата            | Нижня палата | Нижня палата         | Нижня палата                                           |
| ----------------- | --------------- | ---------- | ---------- | ------------------ | -------------------- | ------------- | ------------- | ------------------------ | ------------ | -------------------- | ------------------------------------------------------ |
| Айдахо            | Бойсі           |            | Губернатор |                    | Легіслатура          |               | Сенат         | 28 рес., 7 дем.          |              | Палата представників | 56 рес., 14 дем.                                       |
| Айова             | Де-Мойн         |            | Губернатор |                    | Генеральна асамблея  |               | Сенат         | 32 рес., 18 дем.         |              | Палата представників | 53 рес., 47 дем.                                       |
| Алабама           | Монтгомері      |            | Губернатор |                    | Легіслатура          |               | Сенат         | 27 рес., 8 дем.          |              | Палата представників | 77 рес., 28 дем.                                       |
| Аляска            | Джуно           |            | Губернатор |                    | Легіслатура          |               | Сенат         | 13 рес., 7 дем.          |              | Палата представників | 23 коал. (15 дем., 6 рес., 2 поз.), 17 опоз. (17 рес.) |
| Аризона           | Фінікс          |            | Губернатор |                    | Легіслатура          |               | Сенат         | 17 рес., 13 дем.         |              | Палата представників | 31 рес., 29 дем.                                       |
| Арканзас          | Літл-Рок        |            | Губернатор |                    | Генеральна асамблея  |               | Сенат         | 26 рес., 9 дем.          |              | Палата представників | 76 рес., 24 дем.                                       |
| Вайомінг          | Шаєнн           |            | Губернатор |                    | Легіслатура          |               | Сенат         | 27 рес., 3 дем.          |              | Палата представників | 50 рес., 9 дем., 1 поз.                                |
| Вашингтон         | Олимпія         |            | Губернатор |                    | Легіслатура          |               | Сенат         | 28 дем., 21 рес.         |              | Палата представників | 57 дем., 41 рес.                                       |
| Вермонт           | Монтпілієр      |            | Губернатор |                    | Генеральна асамблея  |               | Сенат         | 22 дем., 6 рес., 2 про.  |              | Палата представників | 95 дем., 43 рес., 7 про., 5 поз.                       |
| Вірджинія         | Ричмонд         |            | Губернатор |                    | Генеральна асамблея  |               | Сенат         | 21 дем., 19 рес.         |              | Палата делегатів     | 55 дем., 45 рес.                                       |
| Вісконсин         | Медісон         |            | Губернатор |                    | Легіслатура          |               | Сенат         | 19 рес., 14 дем.         |              | Асамблея             | 63 рес., 36 дем.                                       |
| Гаваї             | Гонолулу        |            | Губернатор |                    | Легіслатура          |               | Сенат         | 24 дем., 1 рес.          |              | Палата представників | 46 дем., 5 рес.                                        |
| Делавер           | Довер           |            | Губернатор |                    | Генеральна асамблея  |               | Сенат         | 12 дем., 9 рес.          |              | Палата представників | 26 дем., 15 рес.                                       |
| Джорджія          | Атланта         |            | Губернатор |                    | Генеральна асамблея  |               | Сенат         | 35 рес., 21 дем.         |              | Палата представників | 105 рес., 75 дем.                                      |
| Західна Вірджинія | Чарлстон        |            | Губернатор |                    | Легіслатура          |               | Сенат         | 20 рес., 14 дем.         |              | Палата делегатів     | 59 рес., 41 дем.                                       |
| Іллінойс          | Спрингфілд      |            | Губернатор |                    | Генеральна асамблея  |               | Сенат         | 39 дем., 19 рес.         |              | Палата представників | 74 дем., 44 рес.                                       |
| Індіана           | Індіанаполіс    |            | Губернатор |                    | Генеральна асамблея  |               | Сенат         | 40 рес., 10 дем.         |              | Палата представників | 67 рес., 33 дем.                                       |
| Каліфорнія        | Сакраменто      |            | Губернатор |                    | Легіслатура          |               | Сенат         | 29 дем., 11 рес.         |              | Асамблея             | 61 дем., 19 рес.                                       |
| Канзас            | Топіка          |            | Губернатор |                    | Легіслатура          |               | Сенат         | 28 рес., 11 дем., 1 поз. |              | Палата представників | 84 рес., 41 дем.                                       |
| Кентуккі          | Франкфорт       |            | Губернатор |                    | Генеральна асамблея  |               | Сенат         | 29 рес., 9 дем.          |              | Палата представників | 61 рес., 39 дем.                                       |
| Колорадо          | Денвер          |            | Губернатор |                    | Генеральна асамблея  |               | Сенат         | 19 дем., 16 рес.         |              | Палата представників | 41 дем., 24 рес.                                       |
| Коннектикут       | Гартфорд        |            | Губернатор |                    | Генеральна асамблея  |               | Сенат         | 22 дем., 14 рес.         |              | Палата представників | 91 дем., 60 рес.                                       |
| Луїзіана          | Батон-Руж       |            | Губернатор |                    | Легіслатура          |               | Сенат         | 27 рес., 12 дем.         |              | Палата представників | 68 рес., 35 дем., 2 поз.                               |
| Массачусетс       | Бостон          |            | Губернатор |                    | Генеральний суд      |               | Сенат         | 34 дем., 6 рес.          |              | Палата представників | 127 дем., 32 рес., 1 поз.                              |
| Мен               | Огаста          |            | Губернатор |                    | Легіслатура          |               | Сенат         | 21 дем., 14 рес.         |              | Палата представників | 87 дем., 56 рес., 6 поз.                               |
| Меріленд          | Аннаполіс       |            | Губернатор |                    | Генеральна асамблея  |               | Сенат         | 33 дем., 14 рес.         |              | Палата делегатів     | 99 дем., 42 рес.                                       |
| Міннесота         | Сент-Пол        |            | Губернатор |                    | Легіслатура          |               | Сенат         | 35 рес., 32 дем.         |              | Палата представників | 75 дем., 59 рес.                                       |
| Міссісіпі         | Джексон         |            | Губернатор |                    | Легіслатура          |               | Сенат         | 36 рес., 16 дем.         |              | Палата представників | 75 рес., 46 дем., 1 поз.                               |
| Міссурі           | Джефферсон-Сіті |            | Губернатор |                    | Генеральна асамблея  |               | Сенат         | 24 рес., 10 дем.         |              | Палата представників | 116 рес., 47 дем.                                      |
| Мічиган           | Лансінг         |            | Губернатор |                    | Легіслатура          |               | Сенат         | 22 рес., 16 дем.         |              | Палата представників | 58 рес., 52 дем.                                       |
| Монтана           | Гелена          |            | Губернатор |                    | Легіслатура          |               | Сенат         | 30 рес., 20 дем.         |              | Палата представників | 58 рес., 42 дем.                                       |
| Небраска          | Лінкольн        |            | Губернатор |                    | Легіслатура          |               | Легіс.        | 30 рес., 18 дем., 1 поз. |              |                      |                                                        |
| Невада            | Карсон-Сіті     |            | Губернатор |                    | Легіслатура          |               | Сенат         | 13 дем., 8 рес.          |              | Асамблея             | 29 дем., 13 рес.                                       |
| Нью-Гемпшир       | Конкорд         |            | Губернатор |                    | Генеральний суд      |               | Сенат         | 14 дем., 10 рес.         |              | Палата представників | 233 дем., 165 рес., 1 ліб.                             |
| Нью-Джерсі        | Трентон         |            | Губернатор |                    | Легіслатура          |               | Сенат         | 24 дем., 16 рес.         |              | Генеральна асамблея  | 52 дем., 28 рес.                                       |
| Нью-Йорк          | Олбані          |            | Губернатор |                    | Легіслатура          |               | Сенат         | 40 дем., 23 рес.         |              | Асамблея             | 106 дем., 43 рес., 1 нез.                              |
| Нью-Мексико       | Санта-Фе        |            | Губернатор |                    | Легіслатура          |               | Сенат         | 26 дем., 16 рес.         |              | Палата представників | 46 дем., 24 рес.                                       |
| Огайо             | Колумбус        |            | Губернатор |                    | Генеральна асамблея  |               | Сенат         | 24 рес., 9 дем.          |              | Палата представників | 61 рес., 38 дем.                                       |
| Оклахома          | Оклахома-Сіті   |            | Губернатор |                    | Легіслатура          |               | Сенат         | 39 рес., 9 дем.          |              | Палата представників | 77 рес., 24 дем.                                       |
| Орегон            | Сейлем          |            | Губернатор |                    | Законодавча асамблея |               | Сенат         | 9 дем., 11 рес.          |              | Палата представників | 38 дем., 22 рес.                                       |
| Пенсільванія      | Гаррісберг      |            | Губернатор |                    | Генеральна асамблея  |               | Сенат         | 28 рес., 22 дем.         |              | Палата представників | 110 рес., 93 дем.                                      |
| Південна Дакота   | Пірр            |            | Губернатор |                    | Легіслатура          |               | Сенат         | 29 рес., 6 дем.          |              | Палата представників | 59 рес., 11 дем.                                       |
| Південна Кароліна | Колумбія        |            | Губернатор |                    | Генеральна асамблея  |               | Сенат         | 27 рес., 19 дем.         |              | Палата представників | 80 рес., 44 дем.                                       |
| Північна Дакота   | Бісмарк         |            | Губернатор |                    | Законодавча асамблея |               | Сенат         | 38 рес., 9 дем.          |              | Палата представників | 79 рес., 16 дем.                                       |
| Північна Кароліна | Ралі            |            | Губернатор |                    | Генеральна асамблея  |               | Сенат         | 29 рес., 21 дем.         |              | Палата представників | 65 рес., 55 дем.                                       |
| Род-Айленд        | Провіденс       |            | Губернатор |                    | Генеральна асамблея  |               | Сенат         | 33 дем., 4 рес.          |              | Палата представників | 66 дем., 9 рес.                                        |
| Теннессі          | Нашвілл         |            | Губернатор |                    | Генеральна асамблея  |               | Сенат         | 26 рес., 5 дем., 1 поз.  |              | Палата представників | 73 рес., 26 дем.                                       |
| Техас             | Остін           |            | Губернатор |                    | Легіслатура          |               | Сенат         | 19 рес., 12 дем.         |              | Палата представників | 83 рес., 67 дем.                                       |
| Флорида           | Таллахассі      |            | Губернатор |                    | Легіслатура          |               | Сенат         | 23 рес., 17 дем.         |              | Палата представників | 73 рес., 47 дем.                                       |
| Юта               | Солт-Лейк-Сіті  |            | Губернатор |                    | Легіслатура          |               | Сенат         | 23 рес., 6 дем.          |              | Палата представників | 59 рес., 16 дем.                                       |

### Легіслатури територій
| Територія                       | Столиця         | Губернатор | Губернатор | Законодавчий орган | Законодавчий орган   | Верхня палата | Верхня палата | Верхня палата                 | Нижня палата | Нижня палата         | Нижня палата           |
| ------------------------------- | --------------- | ---------- | ---------- | ------------------ | -------------------- | ------------- | ------------- | ----------------------------- | ------------ | -------------------- | ---------------------- |
| Федеральний округ Колумбія      | Вашингтон       |            | Мер        |                    | Рада округу          |               | Рада округу   | 11 дем., 2 поз.               |              |                      |                        |
| Американське Самоа              | Шарлотта-Амалія |            | Губернатор |                    | Фоно                 |               | Сенат         | 18 поз.                       |              | Палата представників | 20+1 поз.              |
| Американські Віргінські Острови | Паго-Паго       |            | Губернатор |                    | Легіслатура          |               | Легіслатура   | 13 дем., 2 поз.               |              |                      |                        |
| Гуам                            | Хагатна         |            | Губернатор |                    | Легіслатура          |               | Легіслатура   | 9 дем., 6 рес.                |              |                      |                        |
| Північні Маріанські Острови     | Сайпан          |            | Губернатор |                    | Легіслатура          |               | Сенат         | 9 рес., 2 інд.                |              | Палата представників | 14 рес., 6 інд.        |
| Пуерто-Рико                     | Сан-Хуан        |            | Губернатор |                    | Законодавча асамблея |               | Сенат         | 21 нпп, 4 ндп, 1 пнпр, 1 поз. |              | Палата представників | 34 нпп, 16 ндп, 1 пнпр |

## Капітолії штатів і територій

### Штати

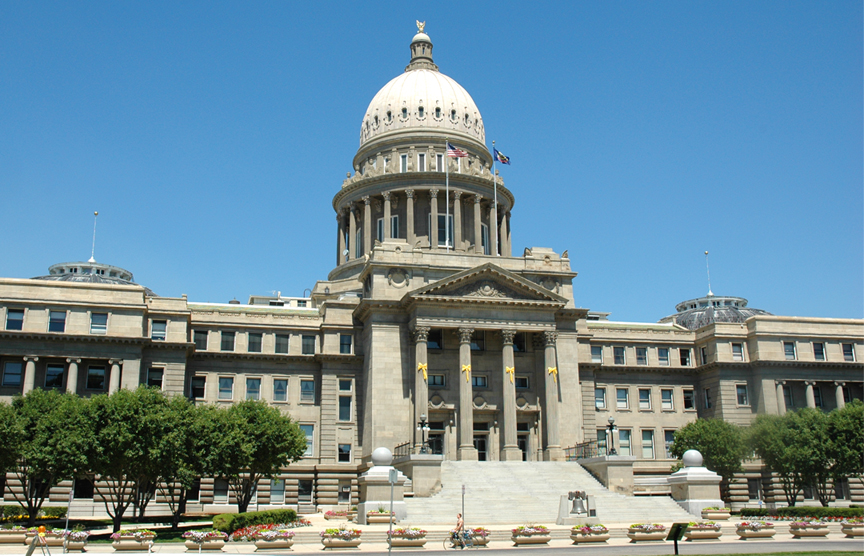
1. Капітолій штату Айдахо
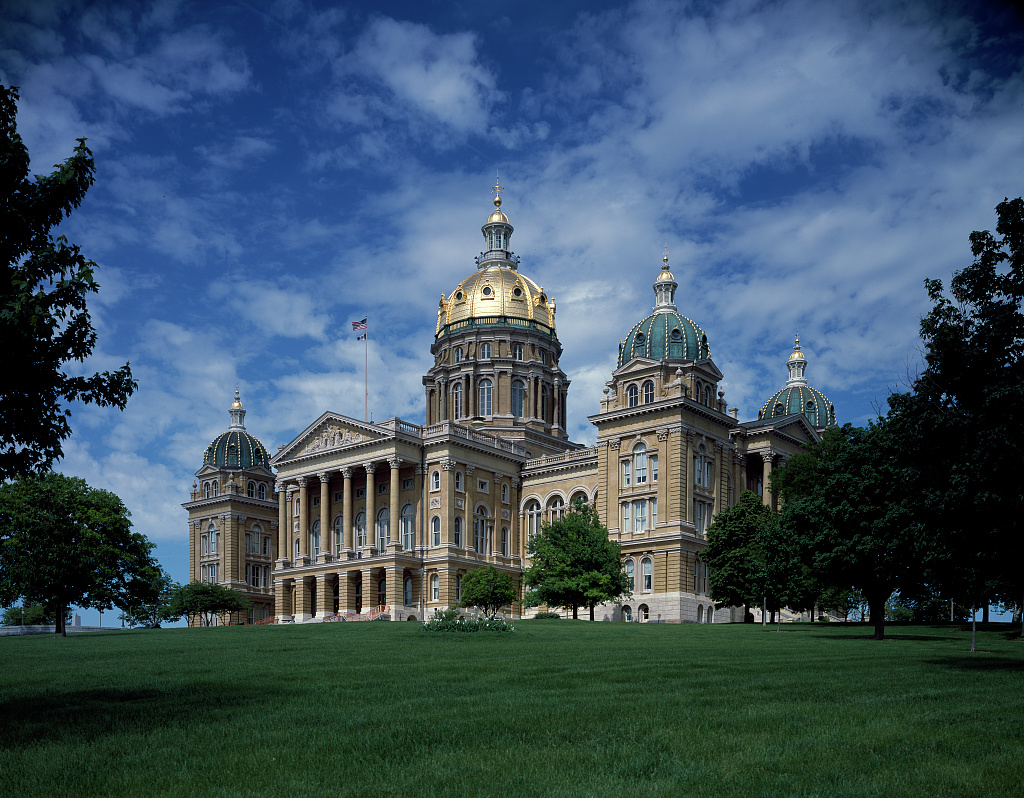
2. Капітолій штату Айова
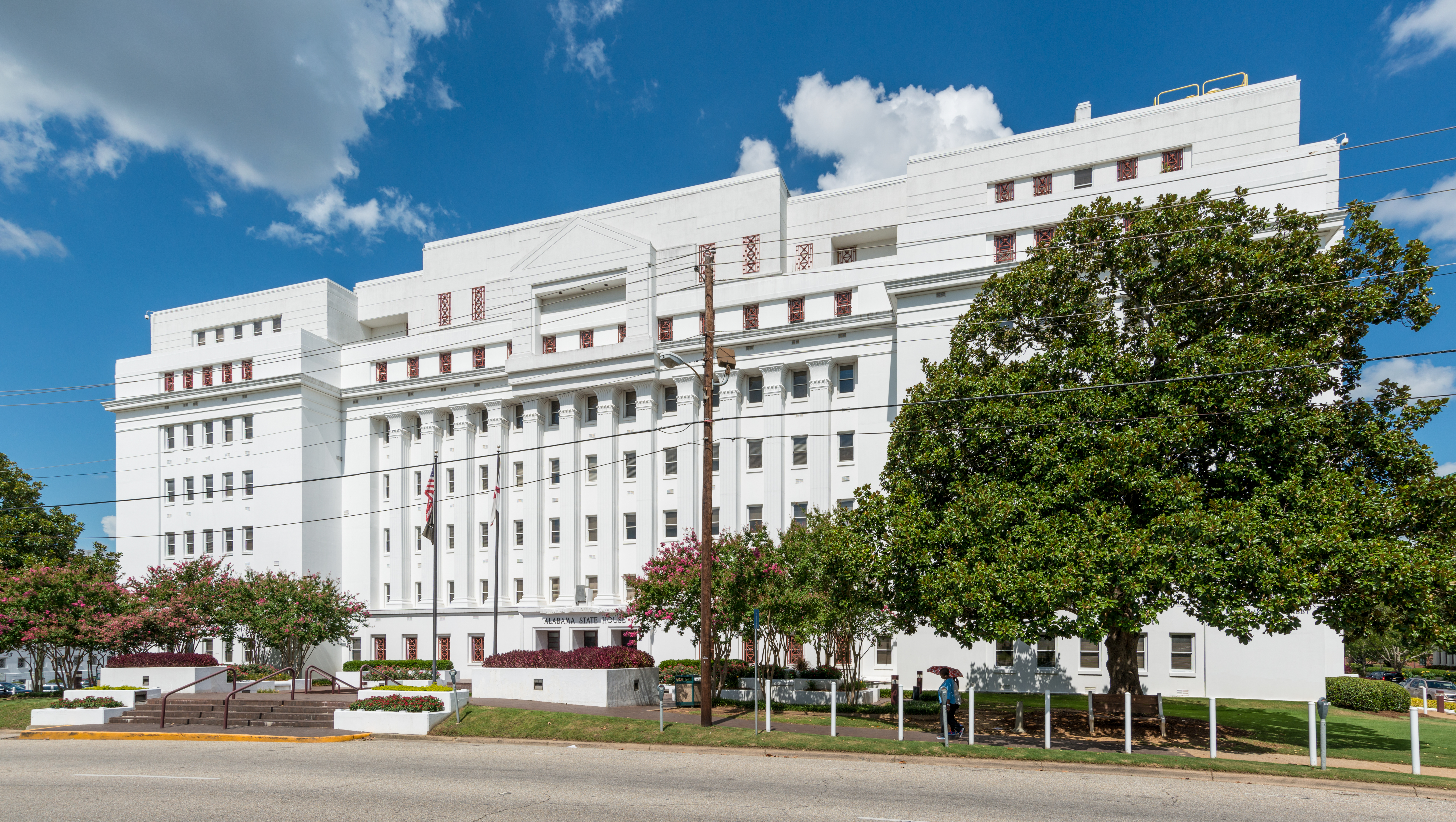
3. Капітолій штату Алабама
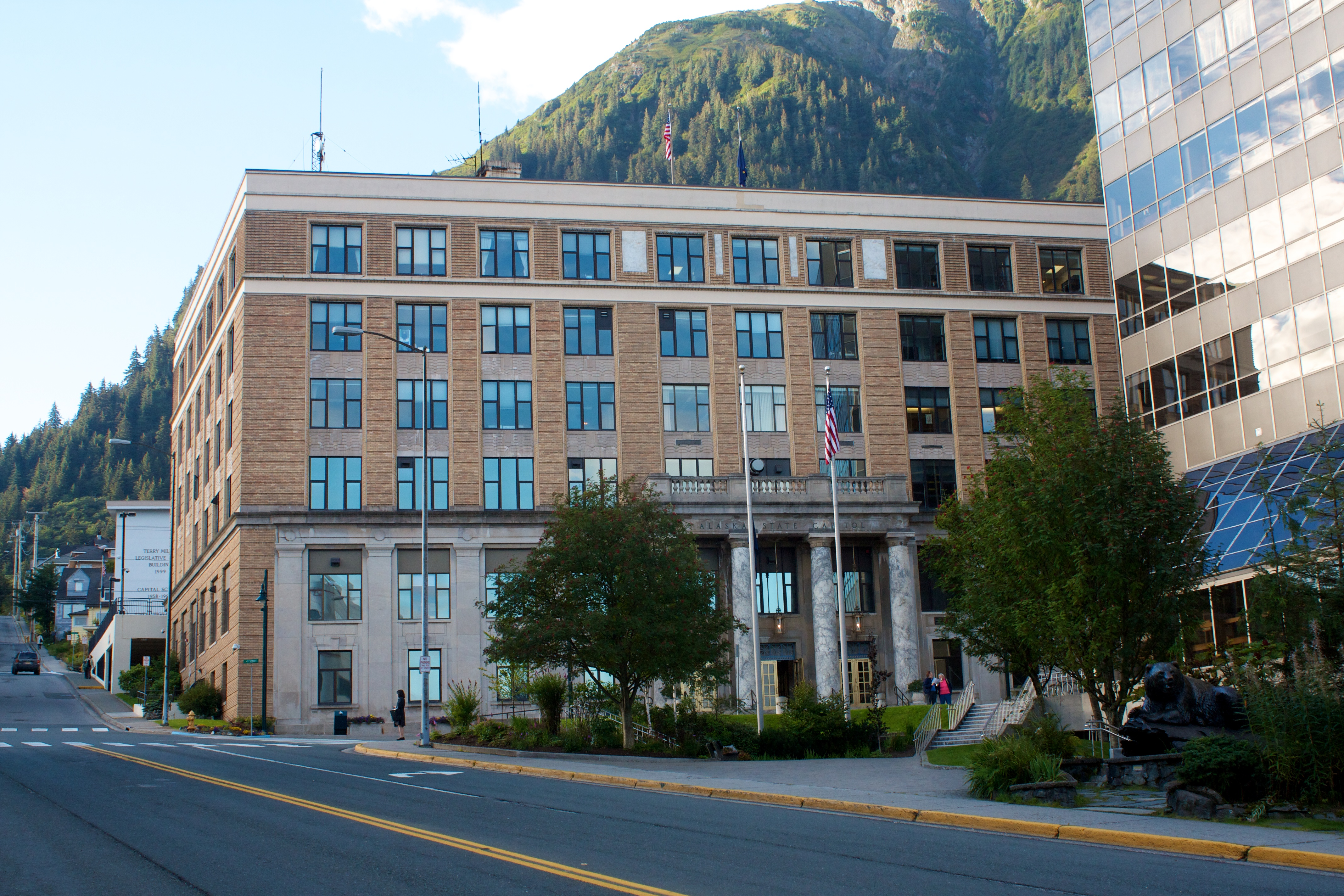
4. Капітолій штату Аляска
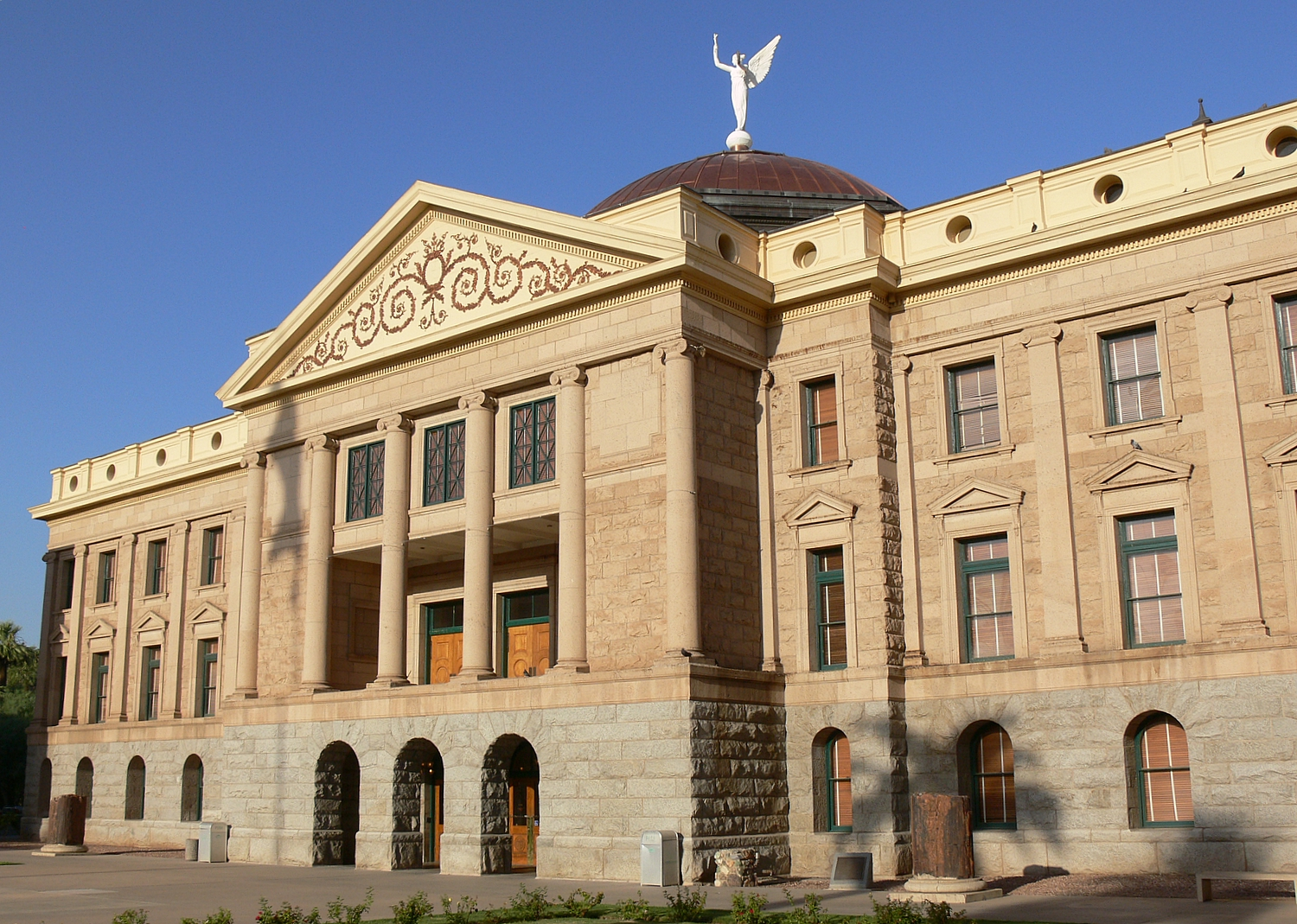
5. Капітолій штату Аризона
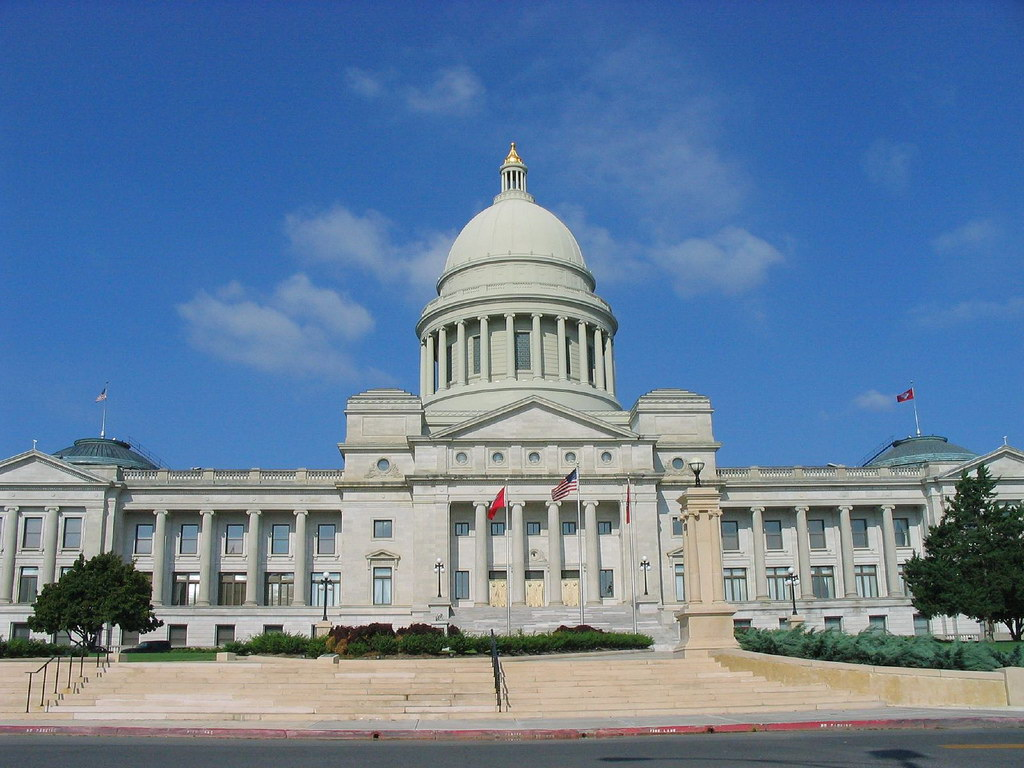
6. Капітолій штату Арканзас
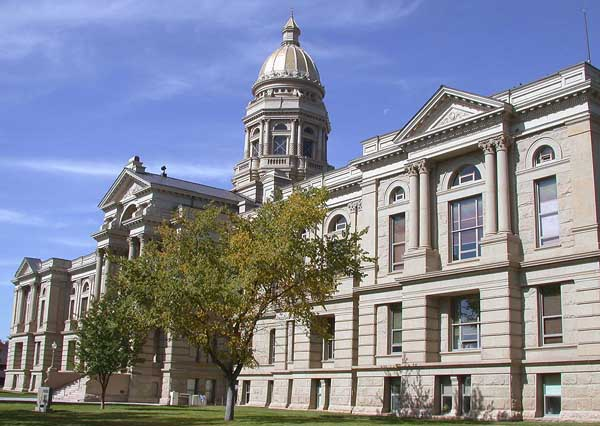
7. Капітолій штату Вайомінг
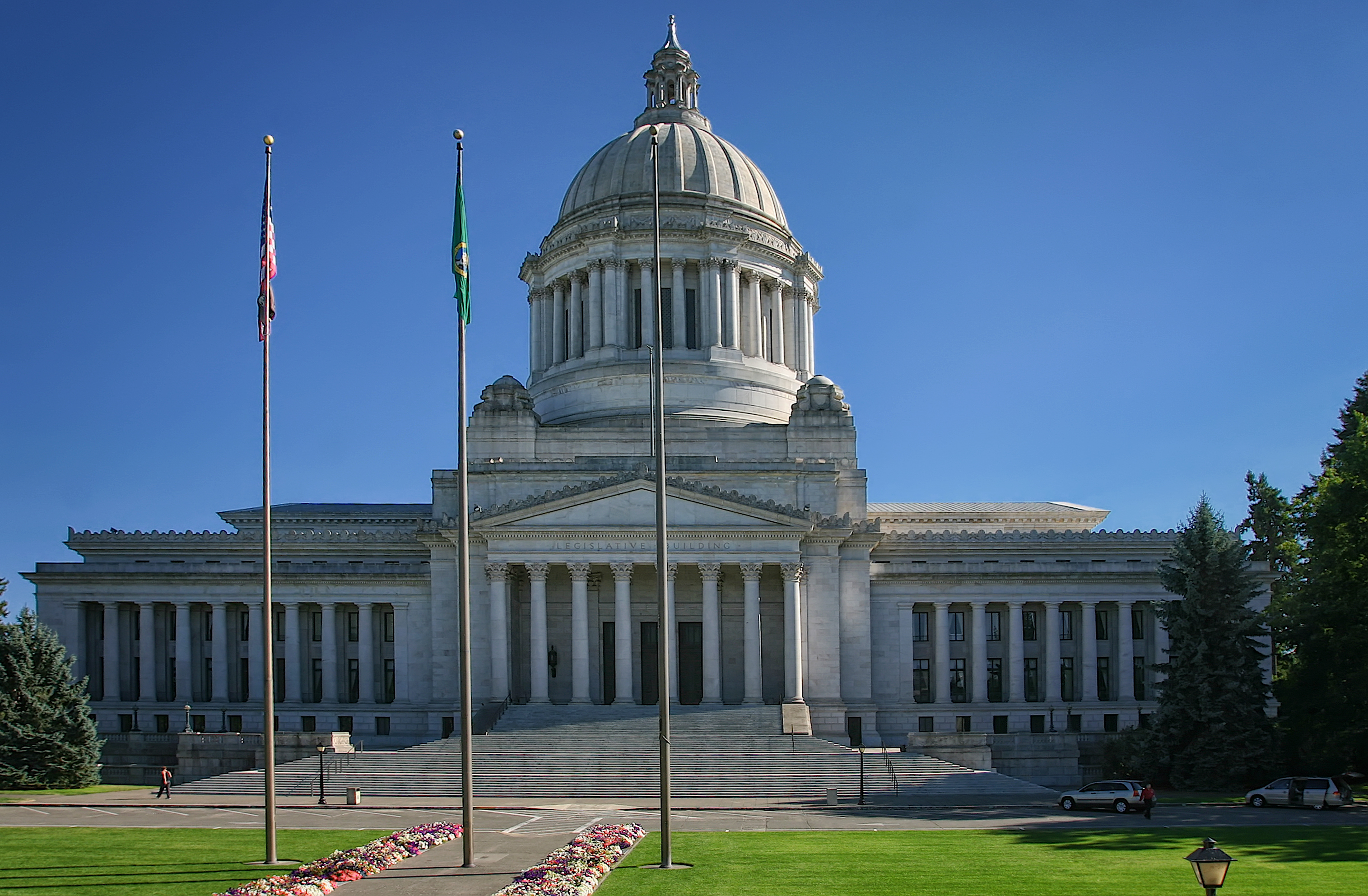
8. Капітолій штату Вашингтон
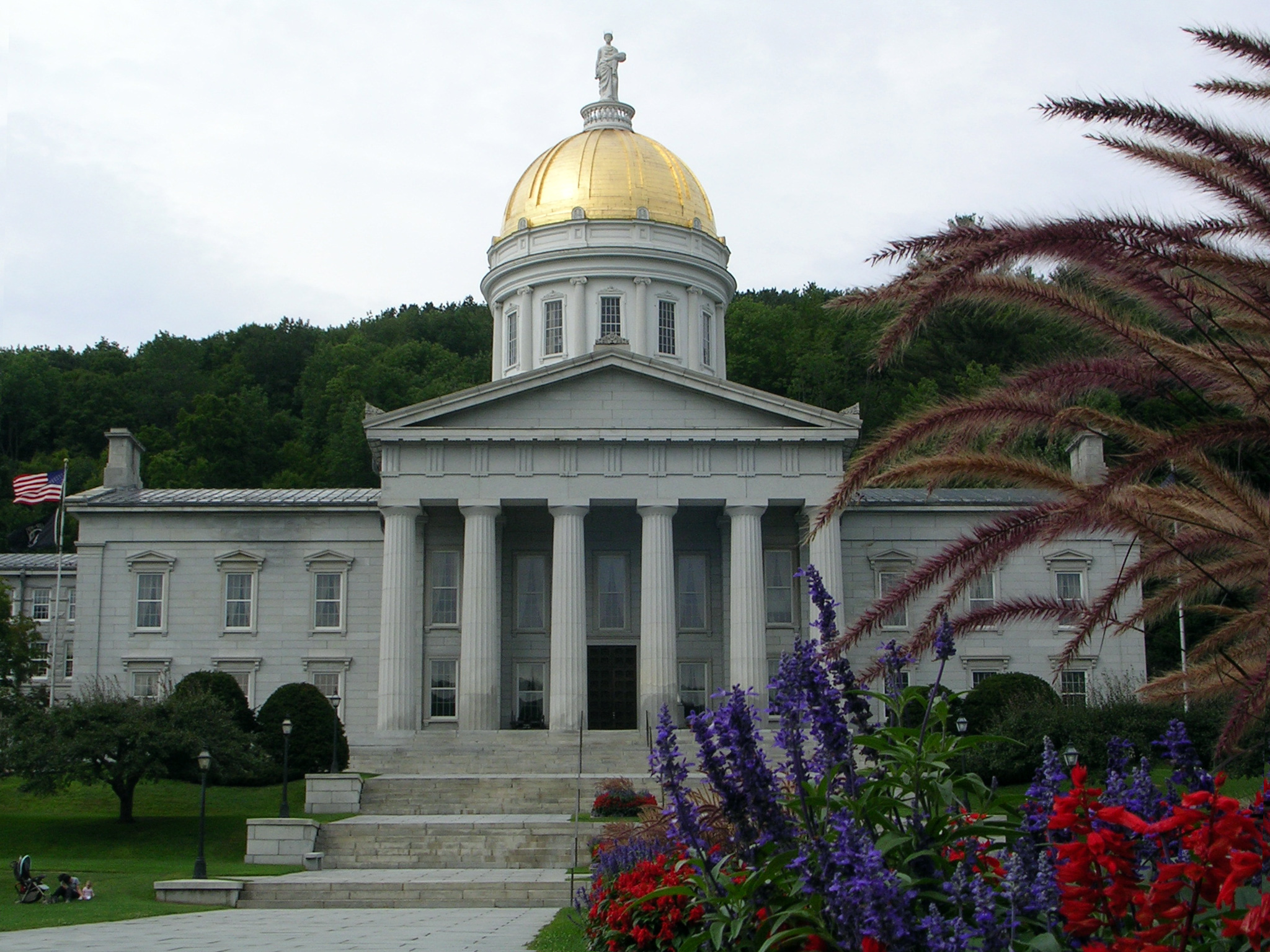
9. Капітолій штату Вермонт
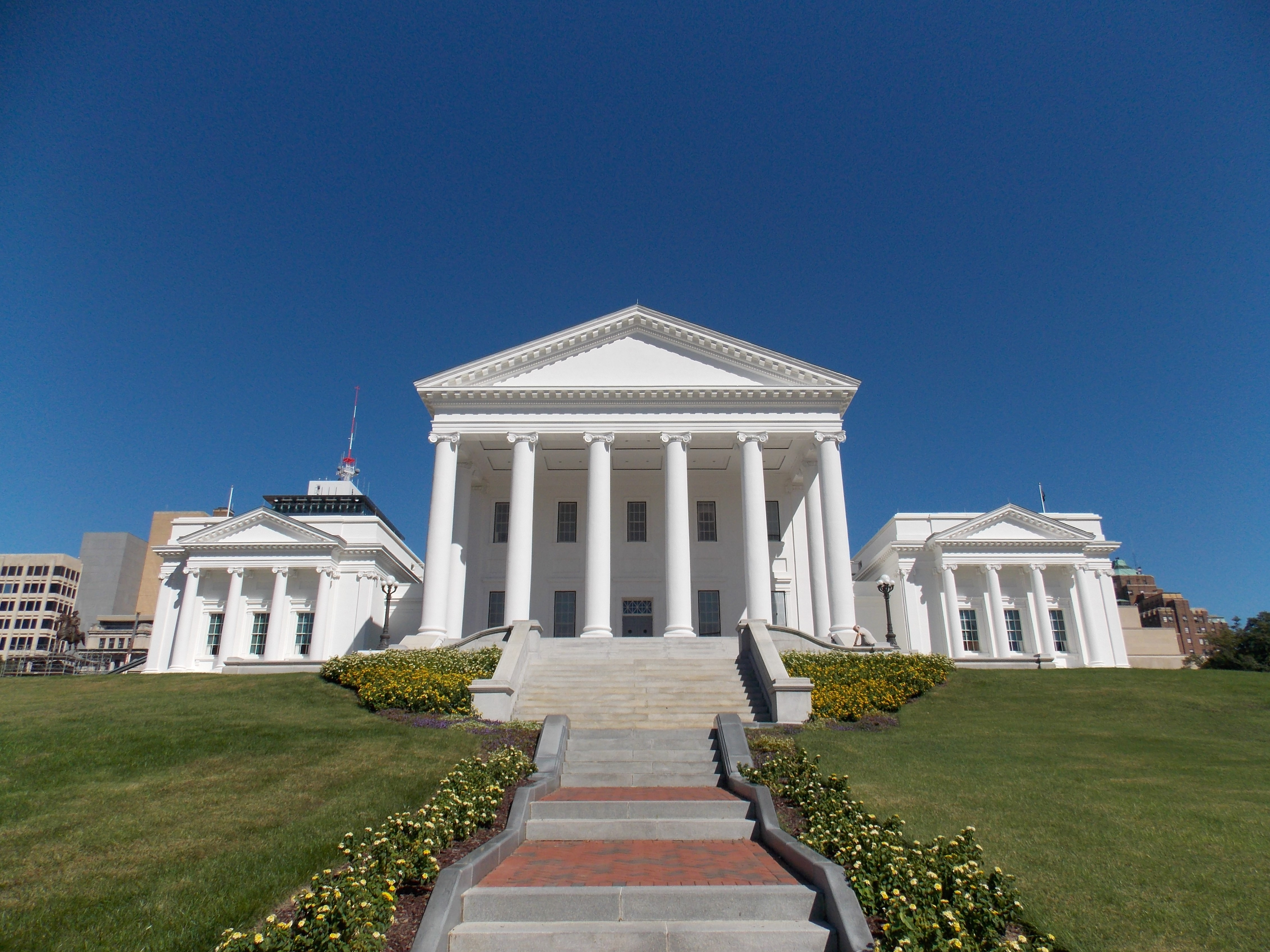
10. Капітолій штату Вірджинія
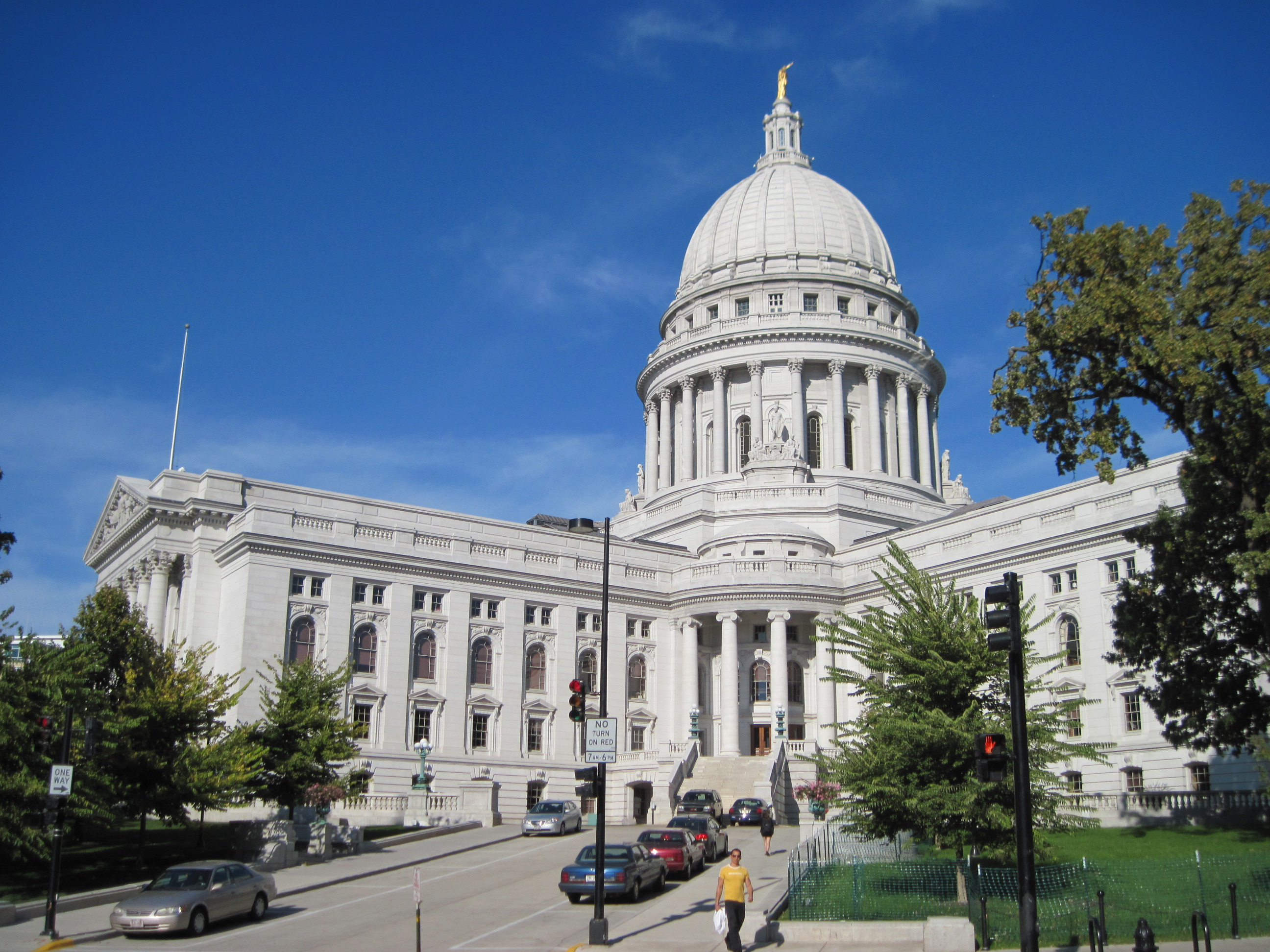
11. Капітолій штату Вісконсин
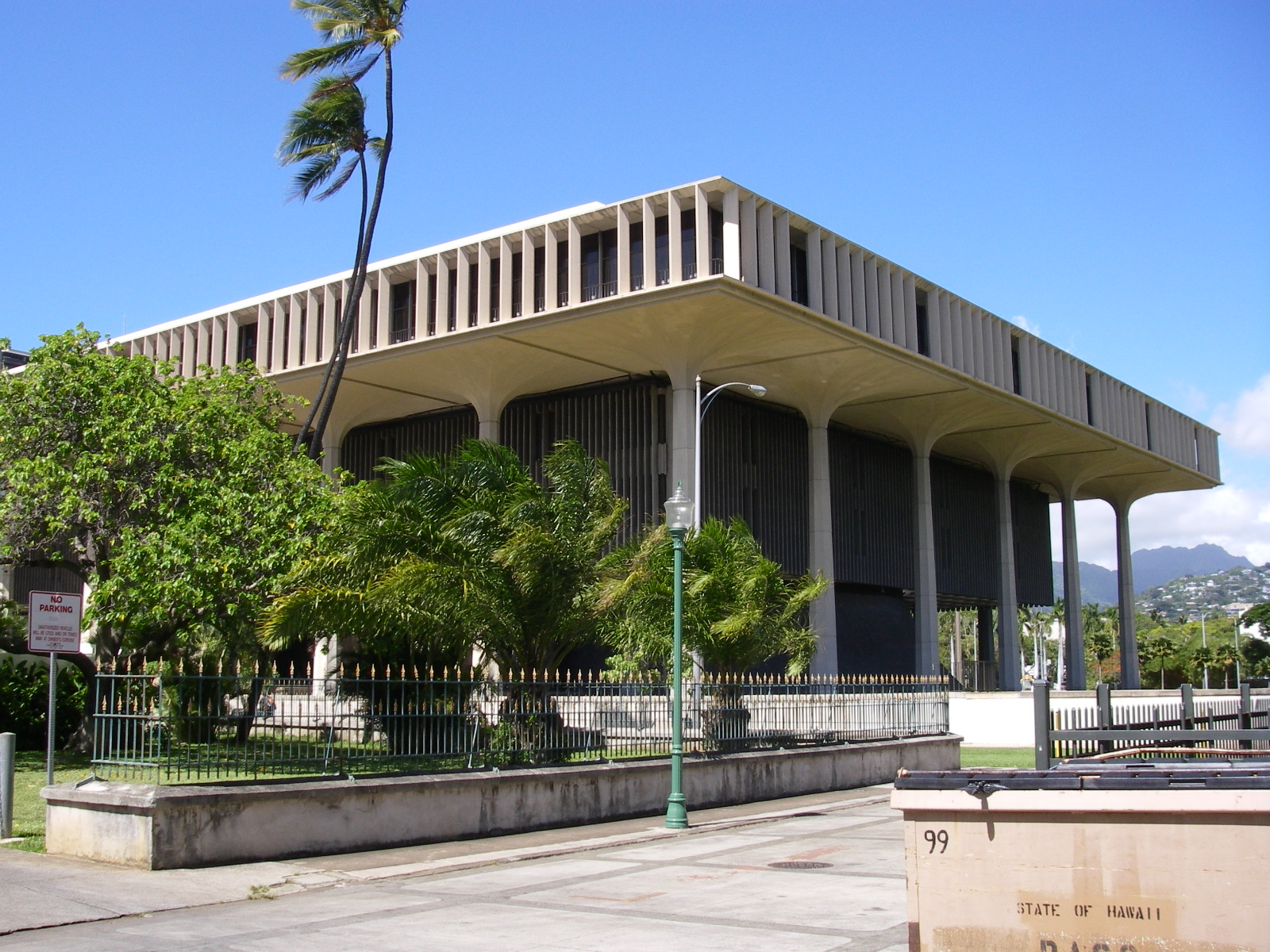
12. Капітолій штату Гаваї
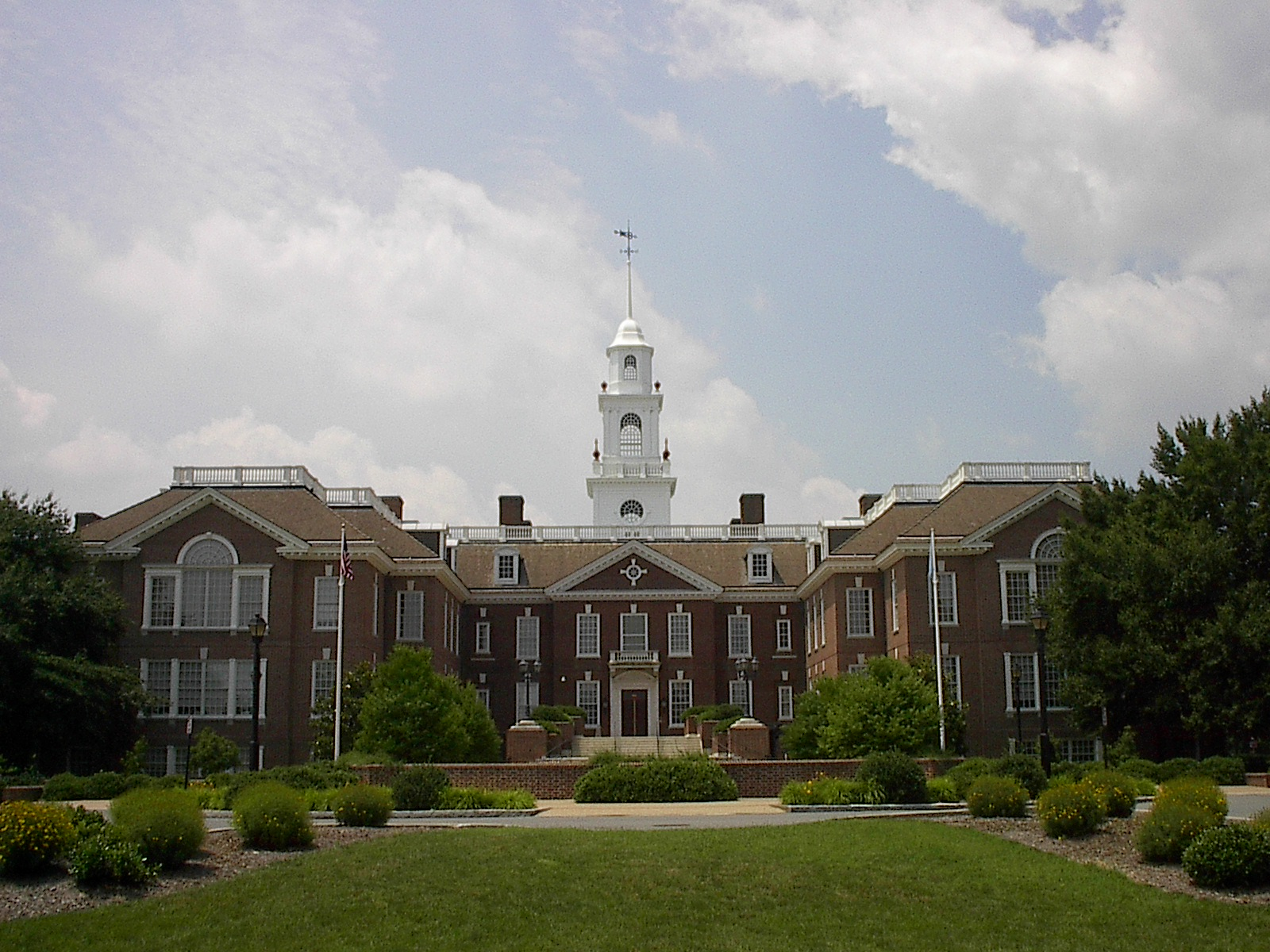
13. Капітолій штату Делавер
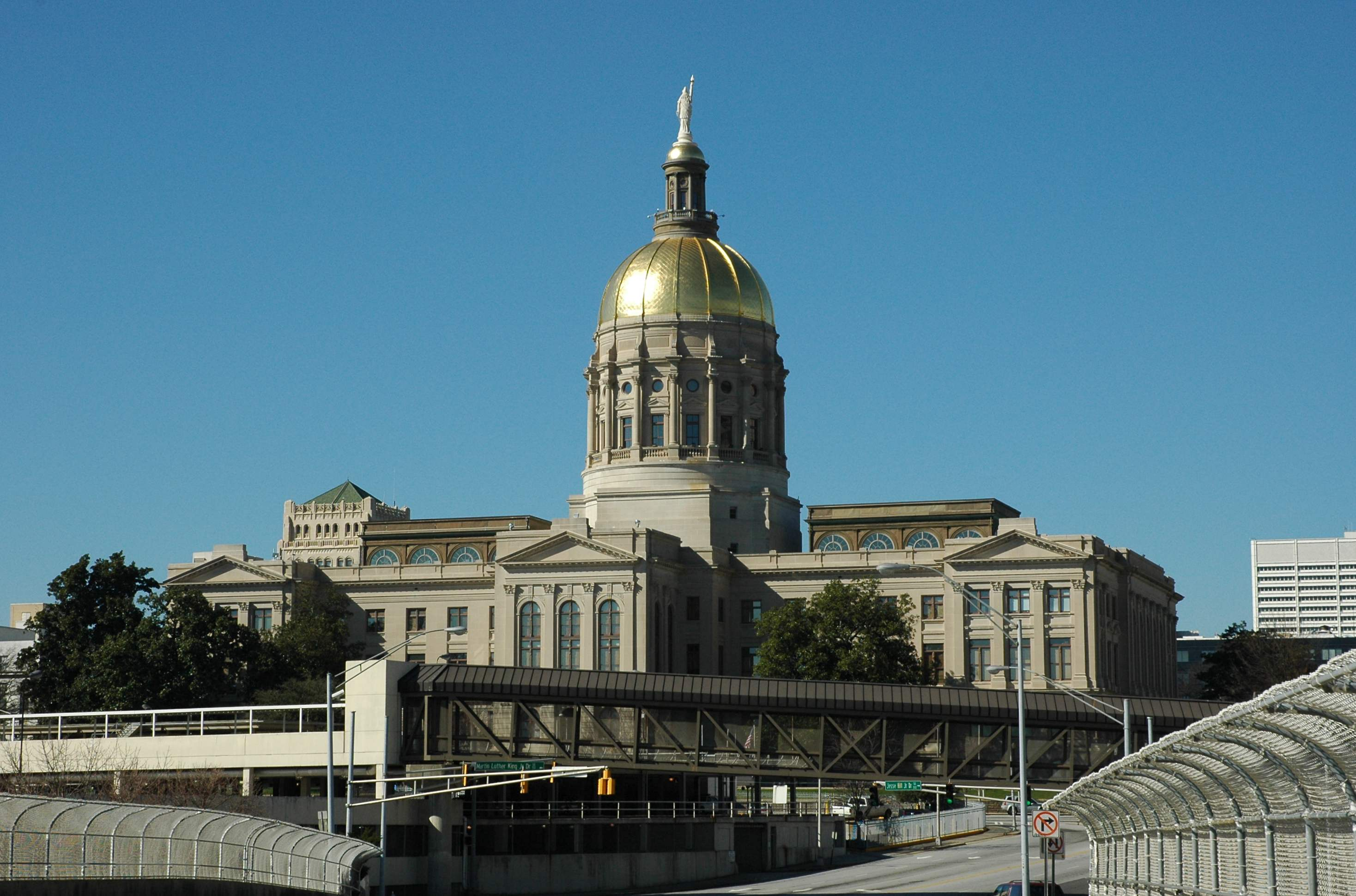
14. Капітолій штату Джорджія
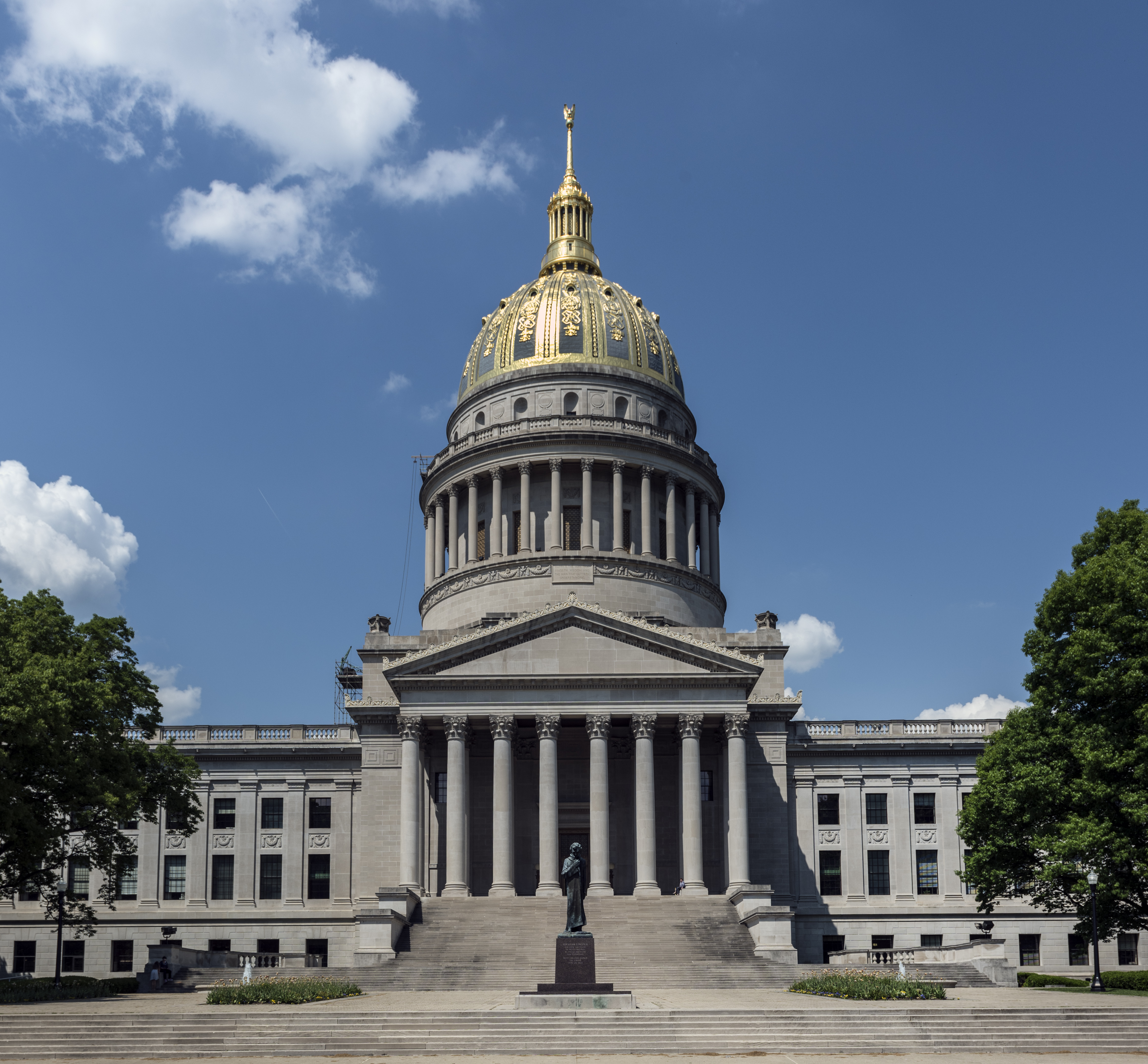
15. Капітолій штату Західна Вірджинія
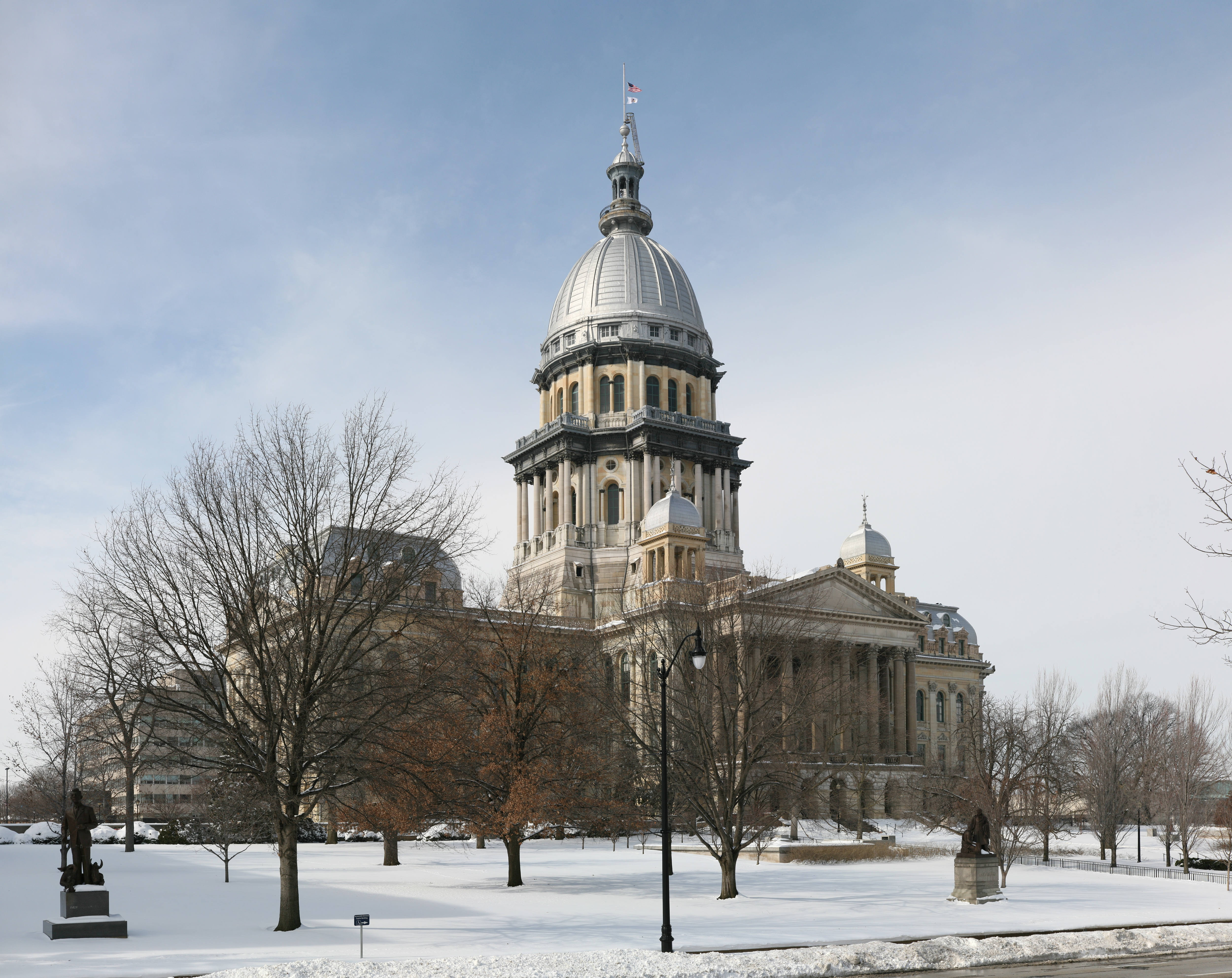
16. Капітолій штату Іллінойс
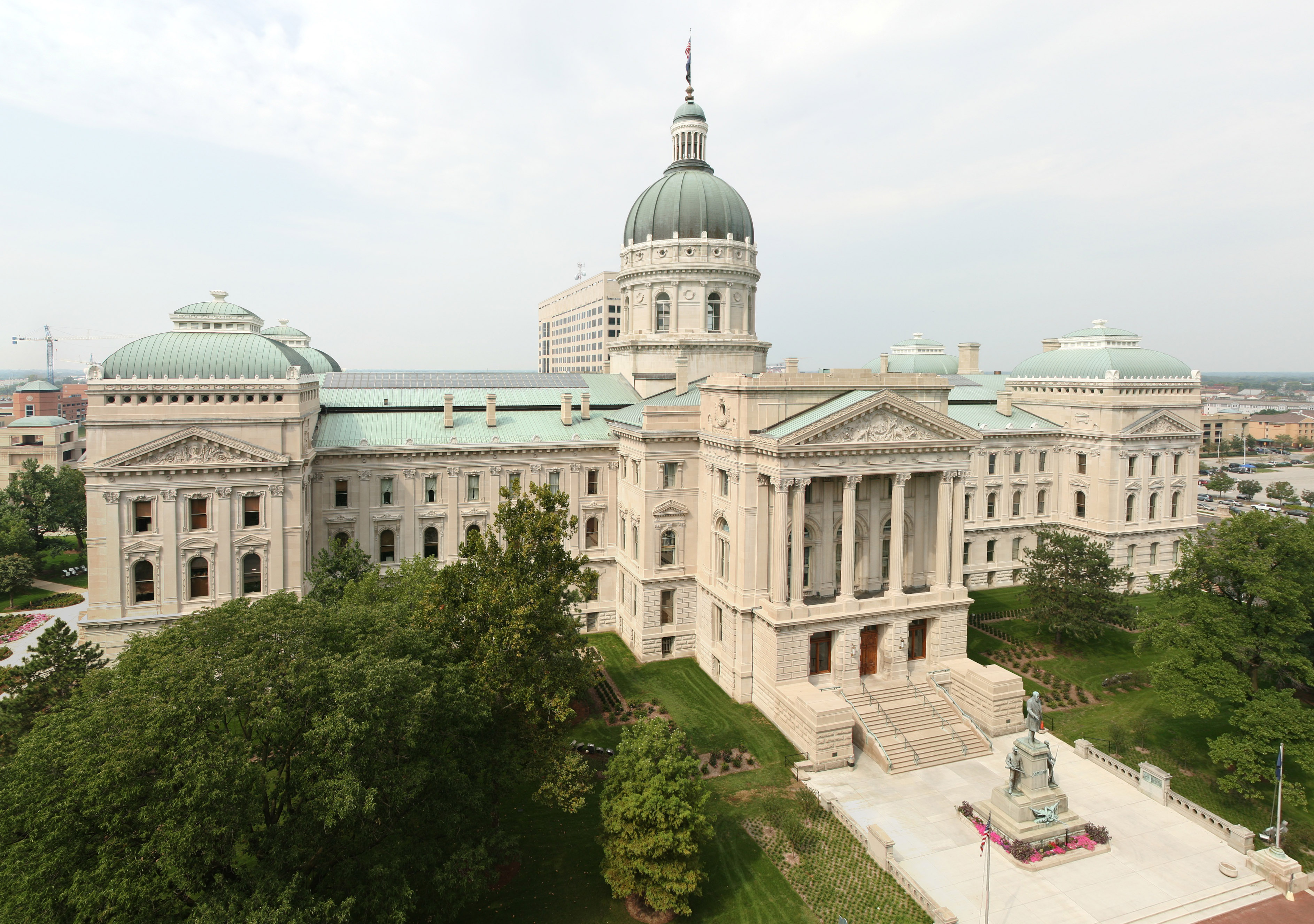
17. Капітолій штату Індіана
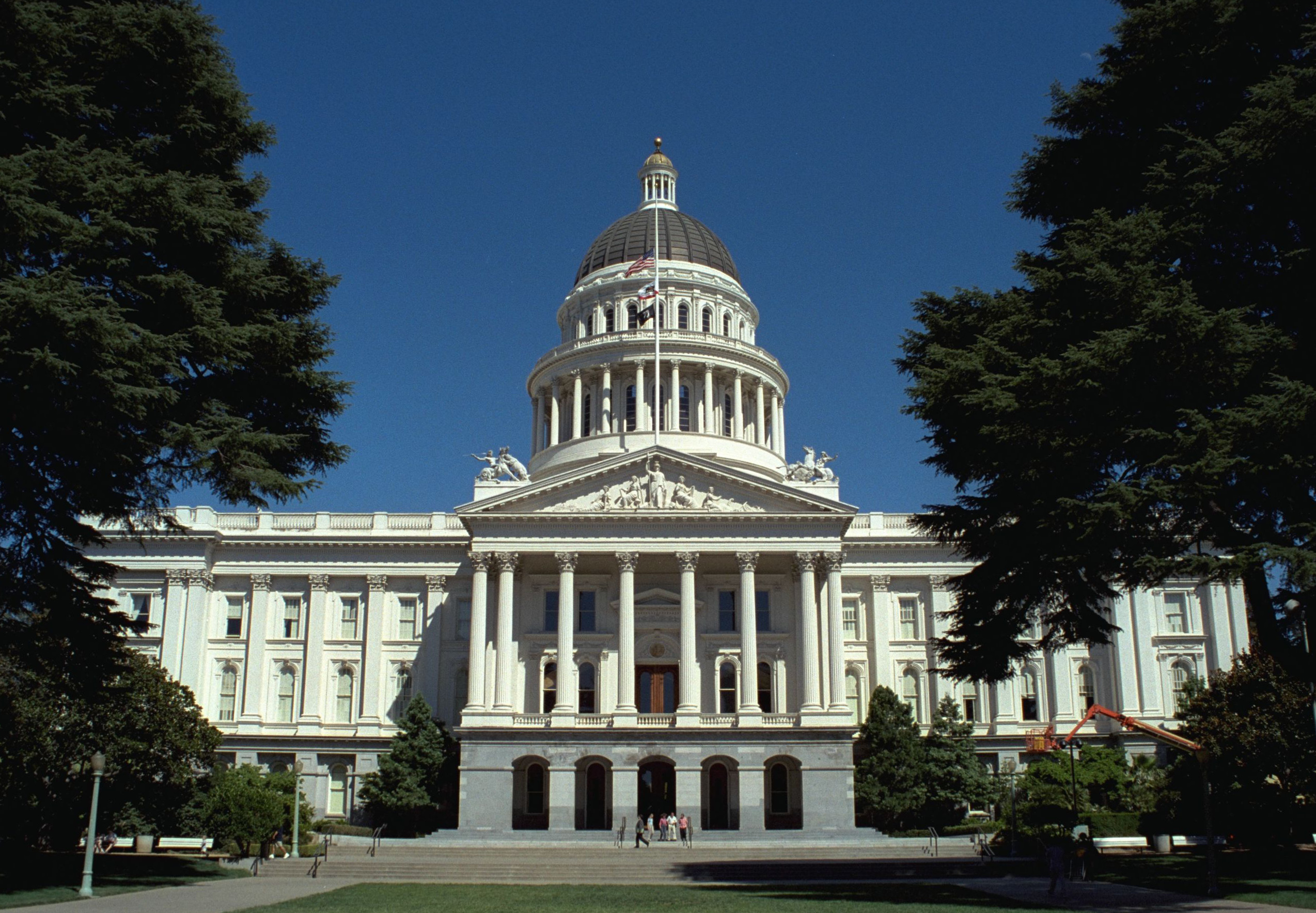
18. Капітолій штату Каліфорнія
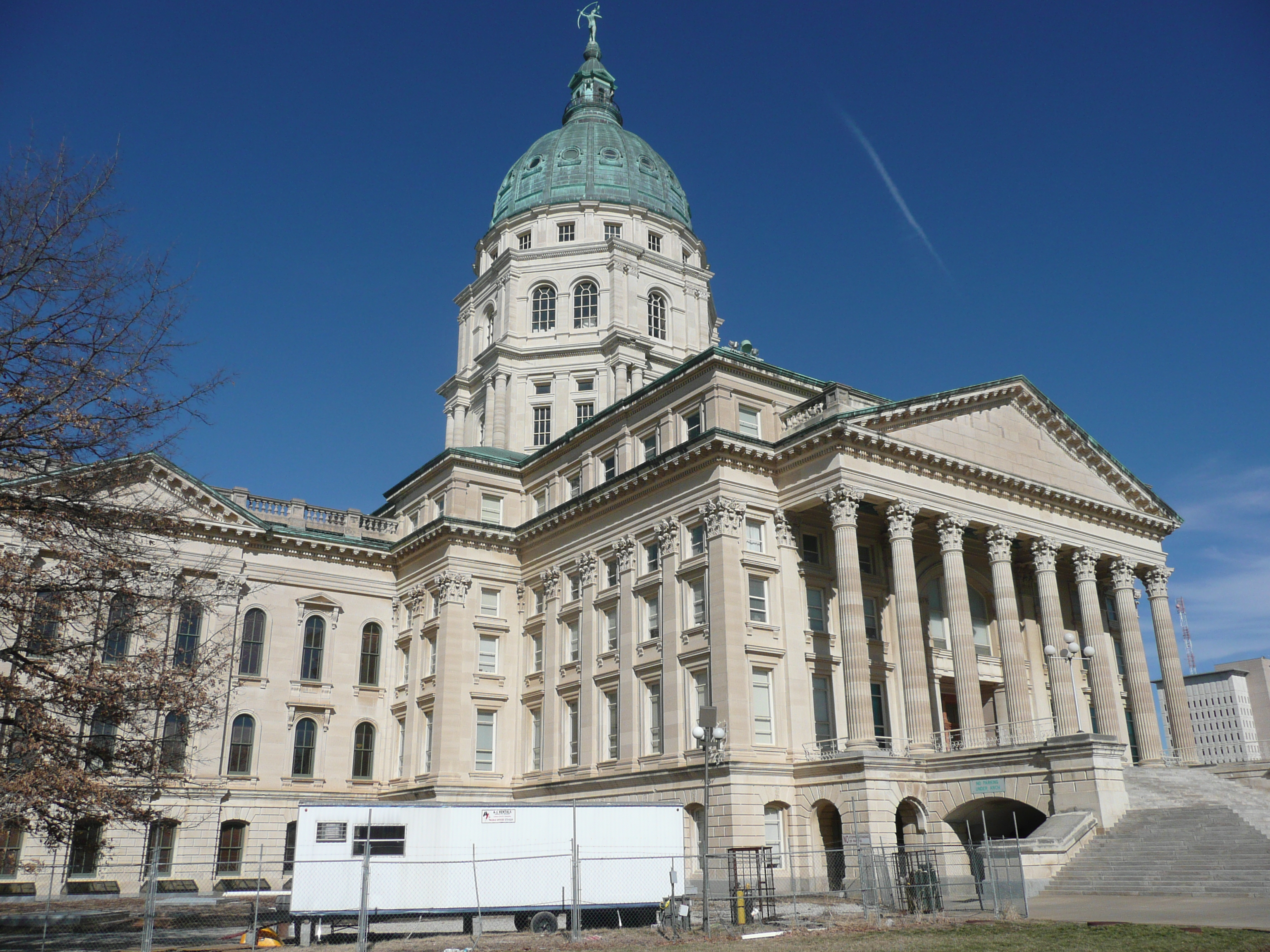
19. Капітолій штату Канзас
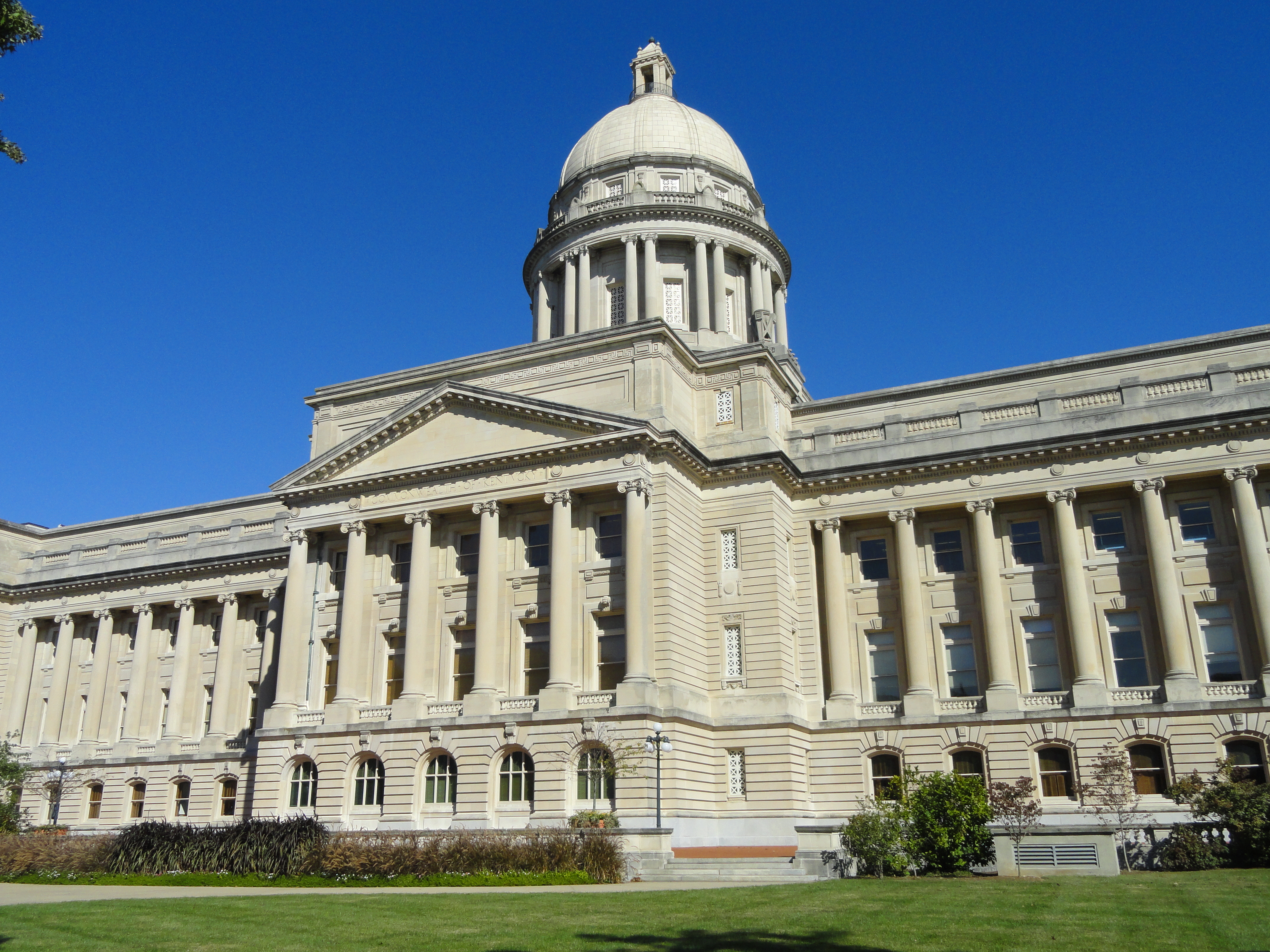
20. Капітолій штату Кентуккі
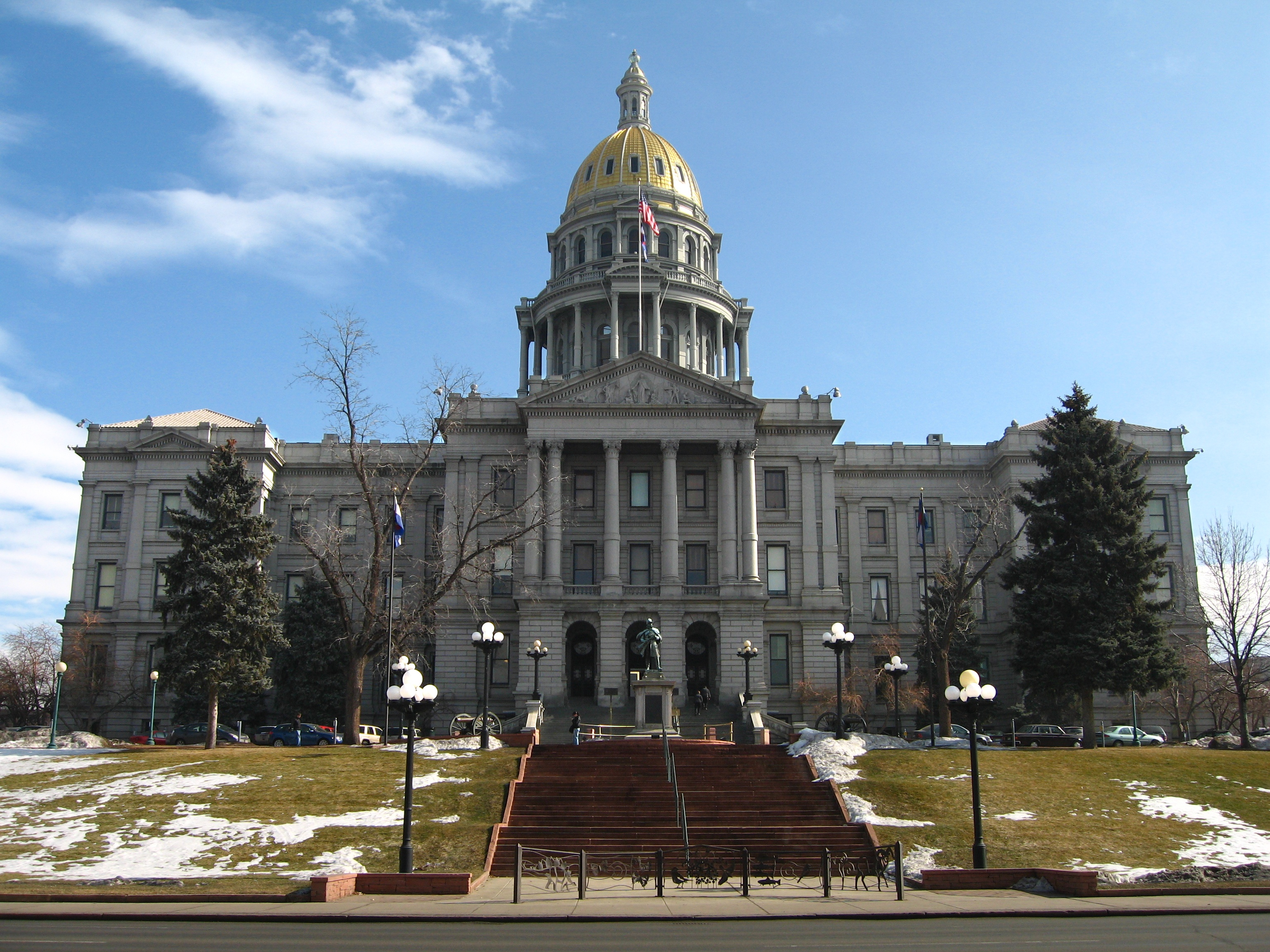
21. Капітолій штату Колорадо
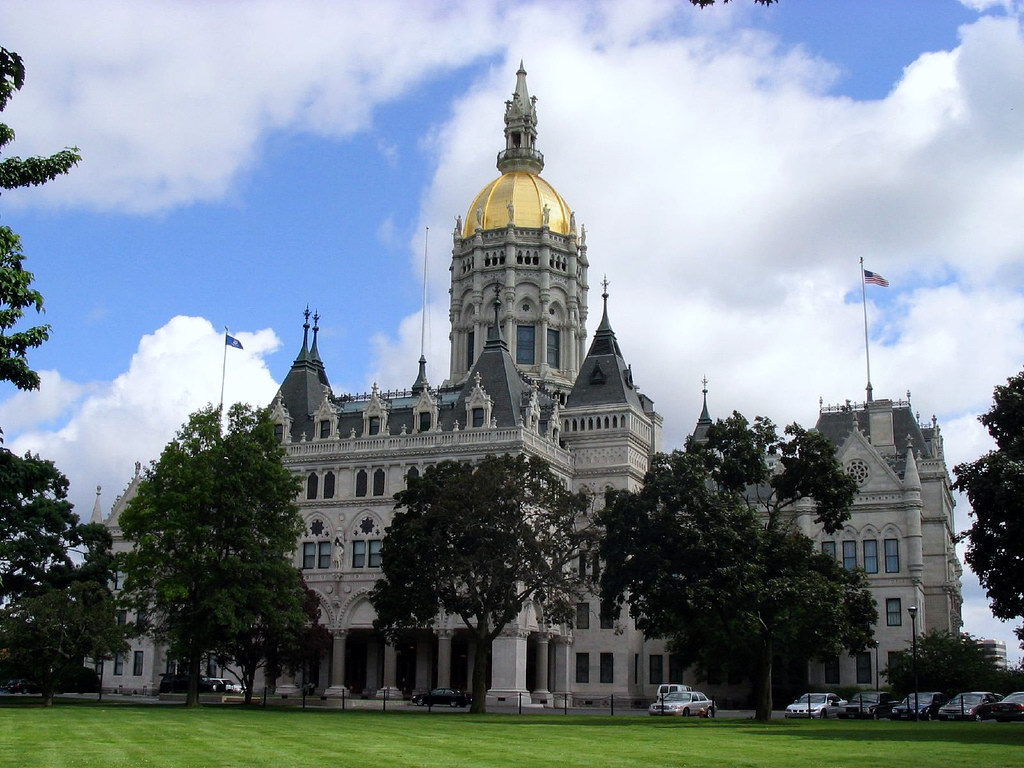
22. Капітолій штату Коннектикут
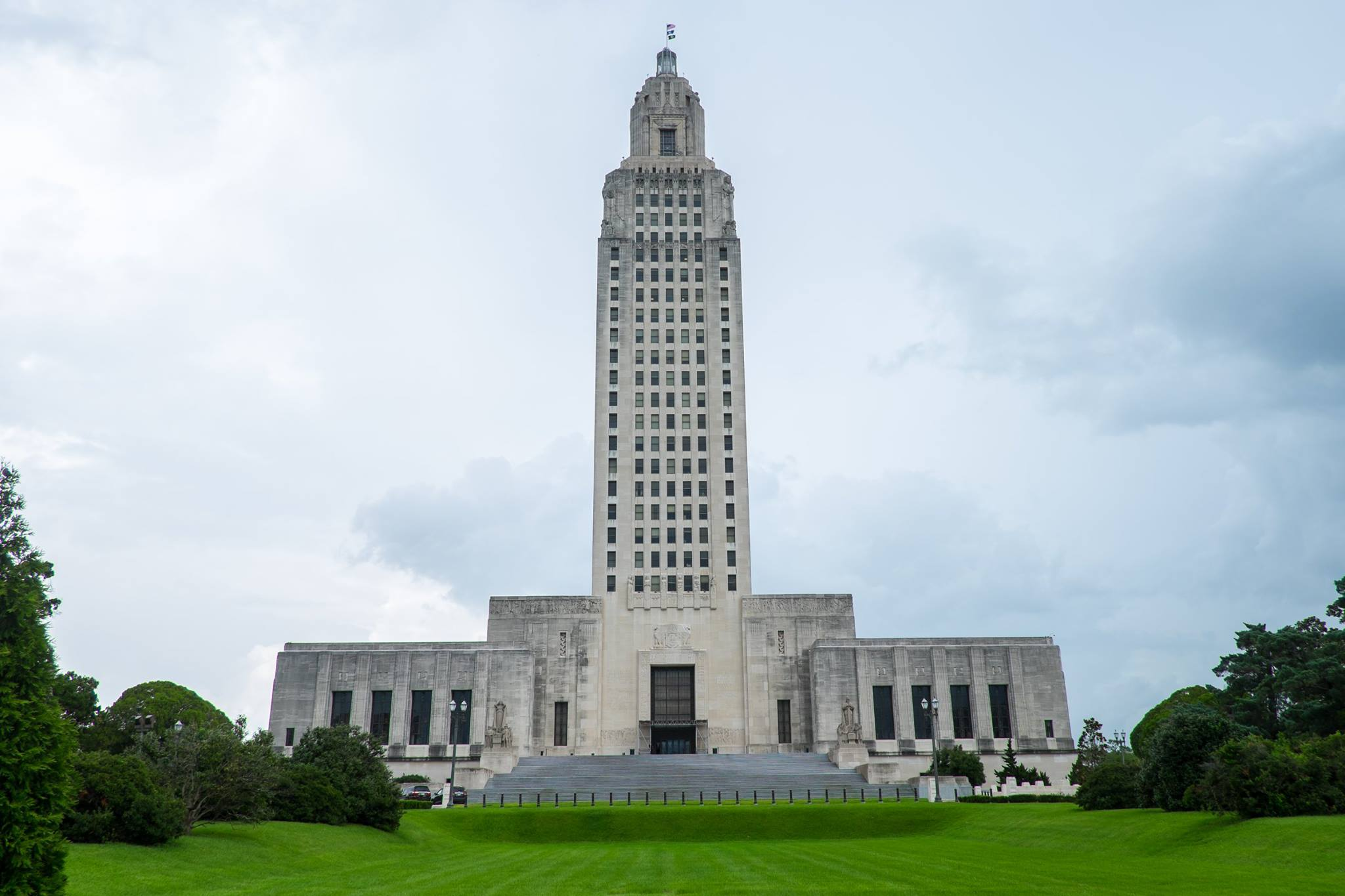
23. Капітолій штату Луїзіана
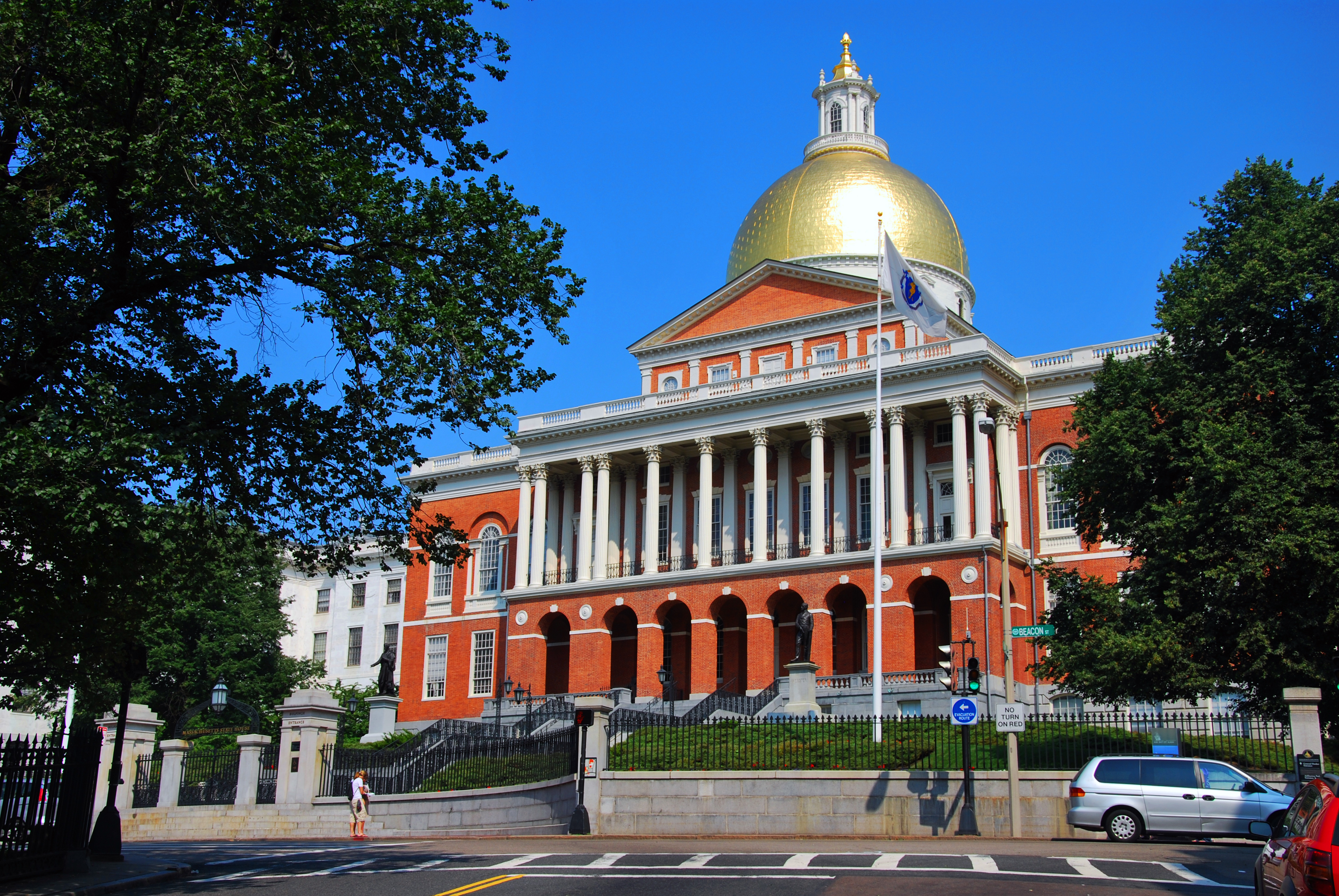
24. Капітолій штату Массачусетс
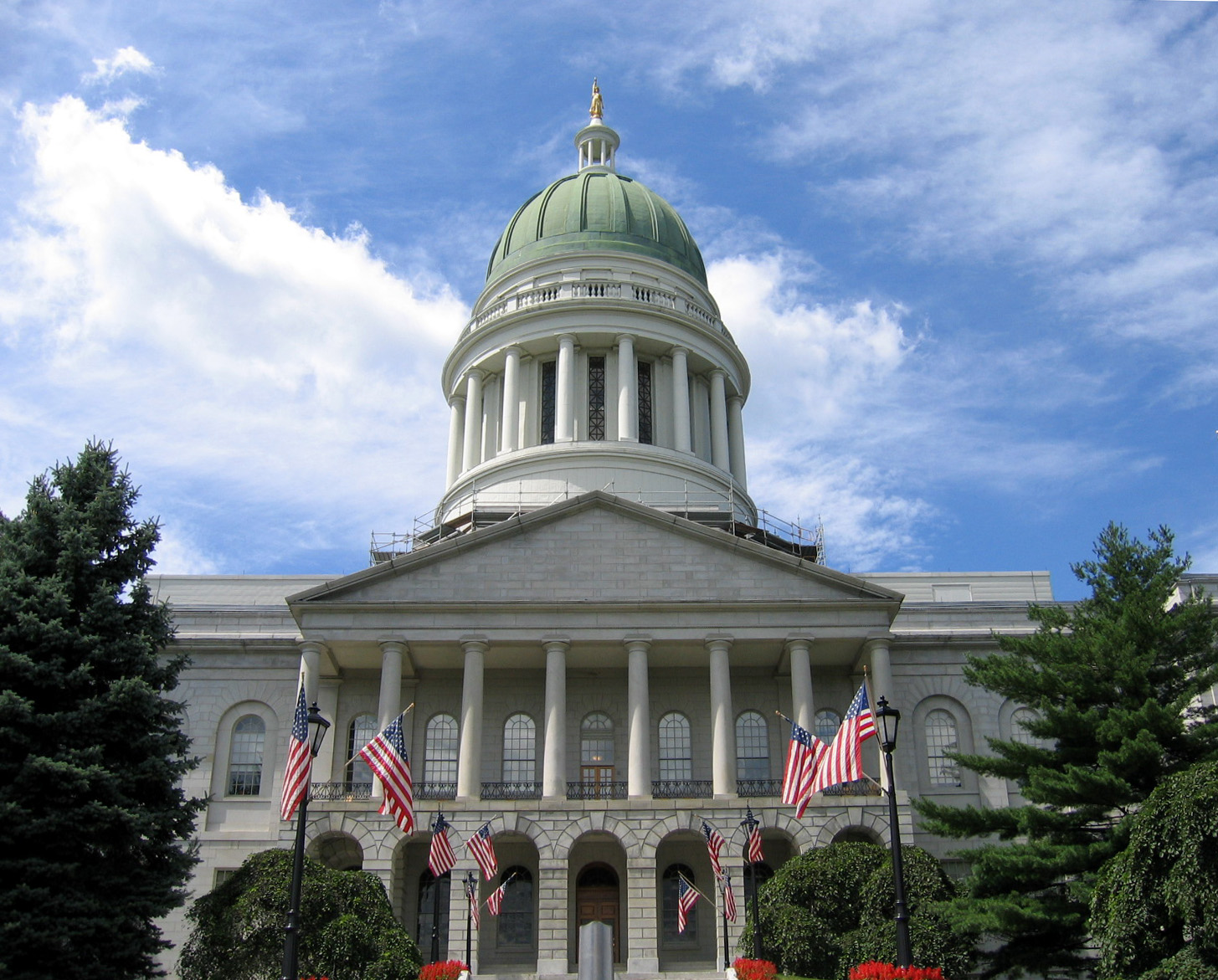
25. Капітолій штату Мен
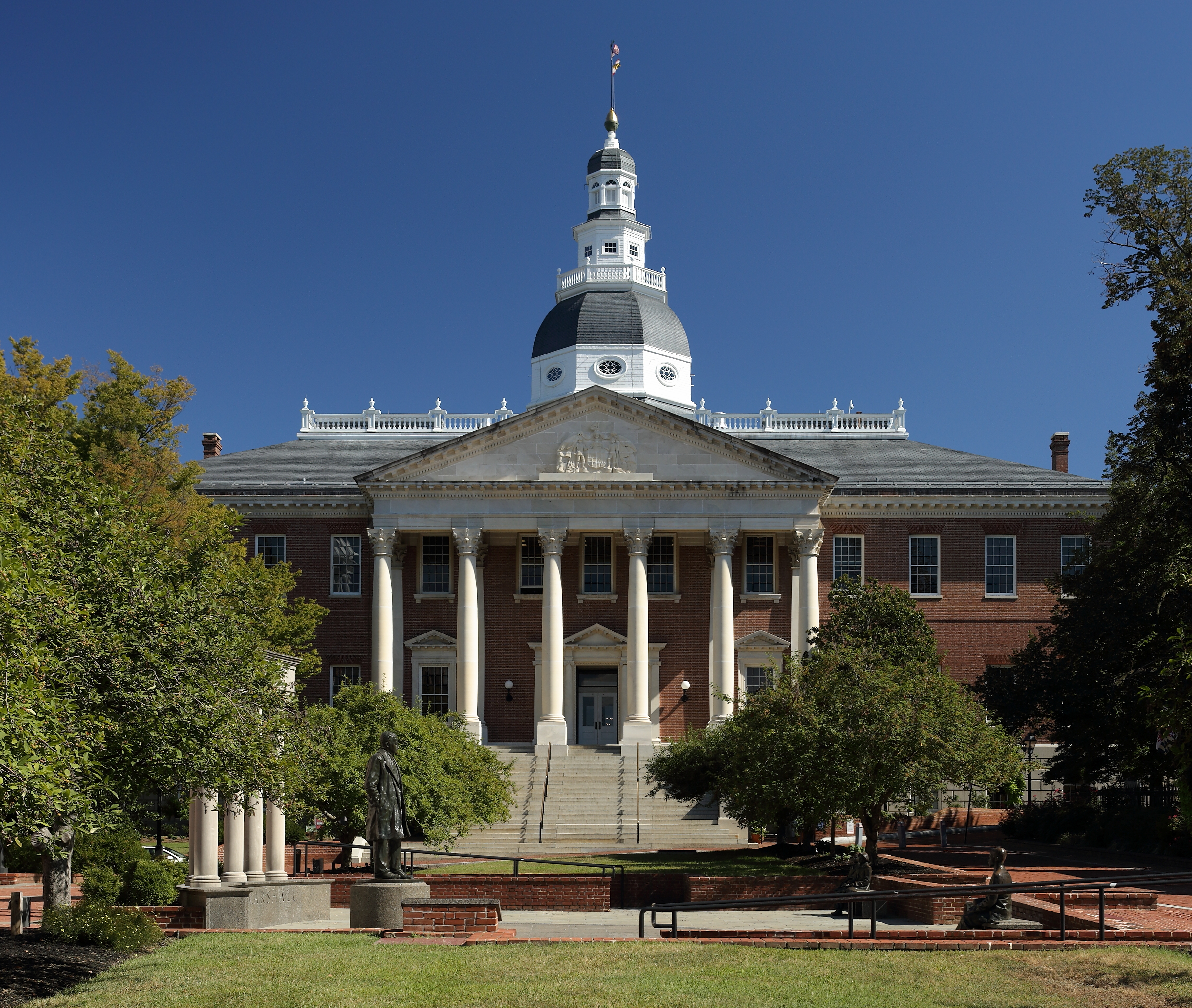
26.  Капітолій штату Меріленд
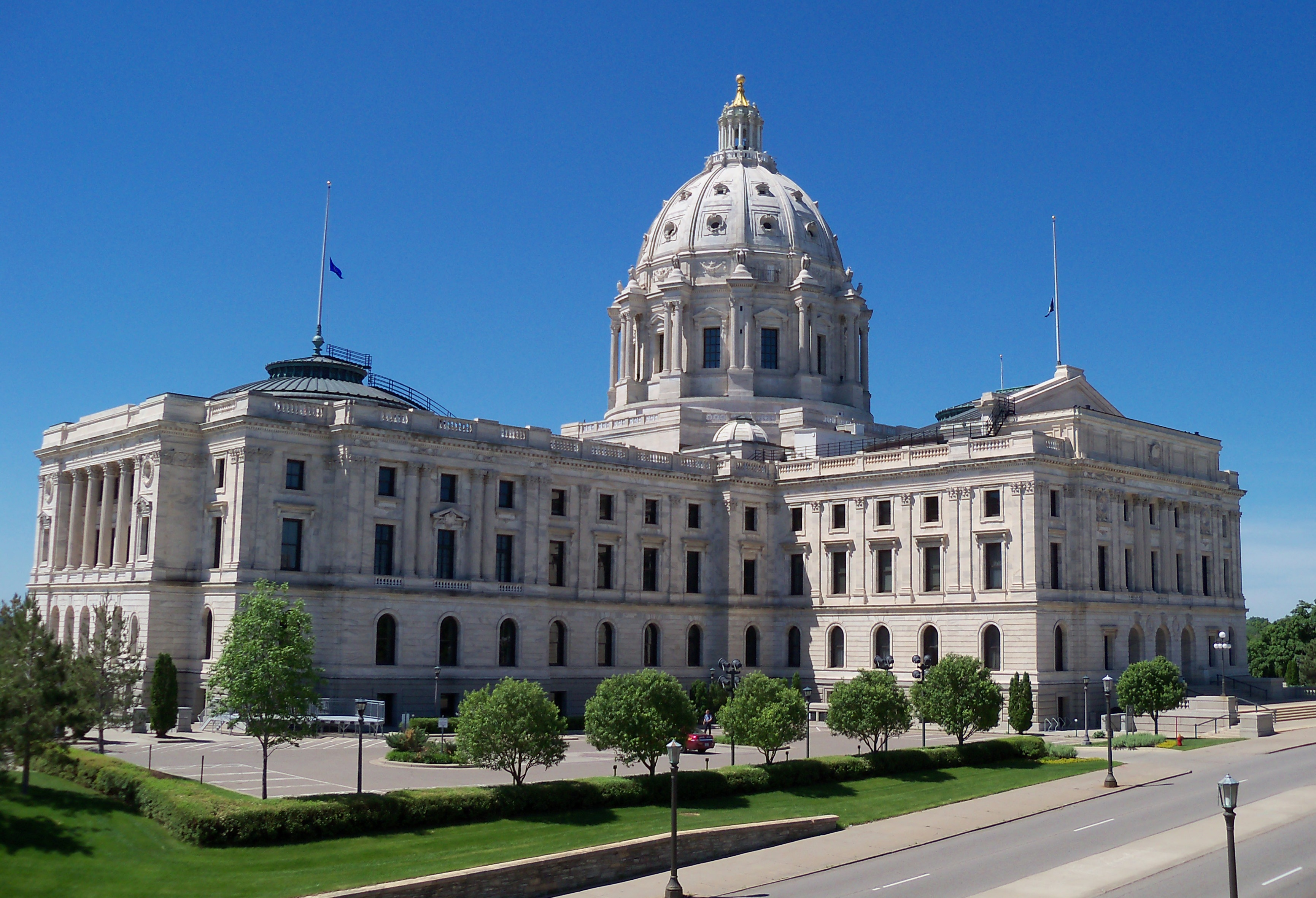
27. Капітолій штату Міннесота
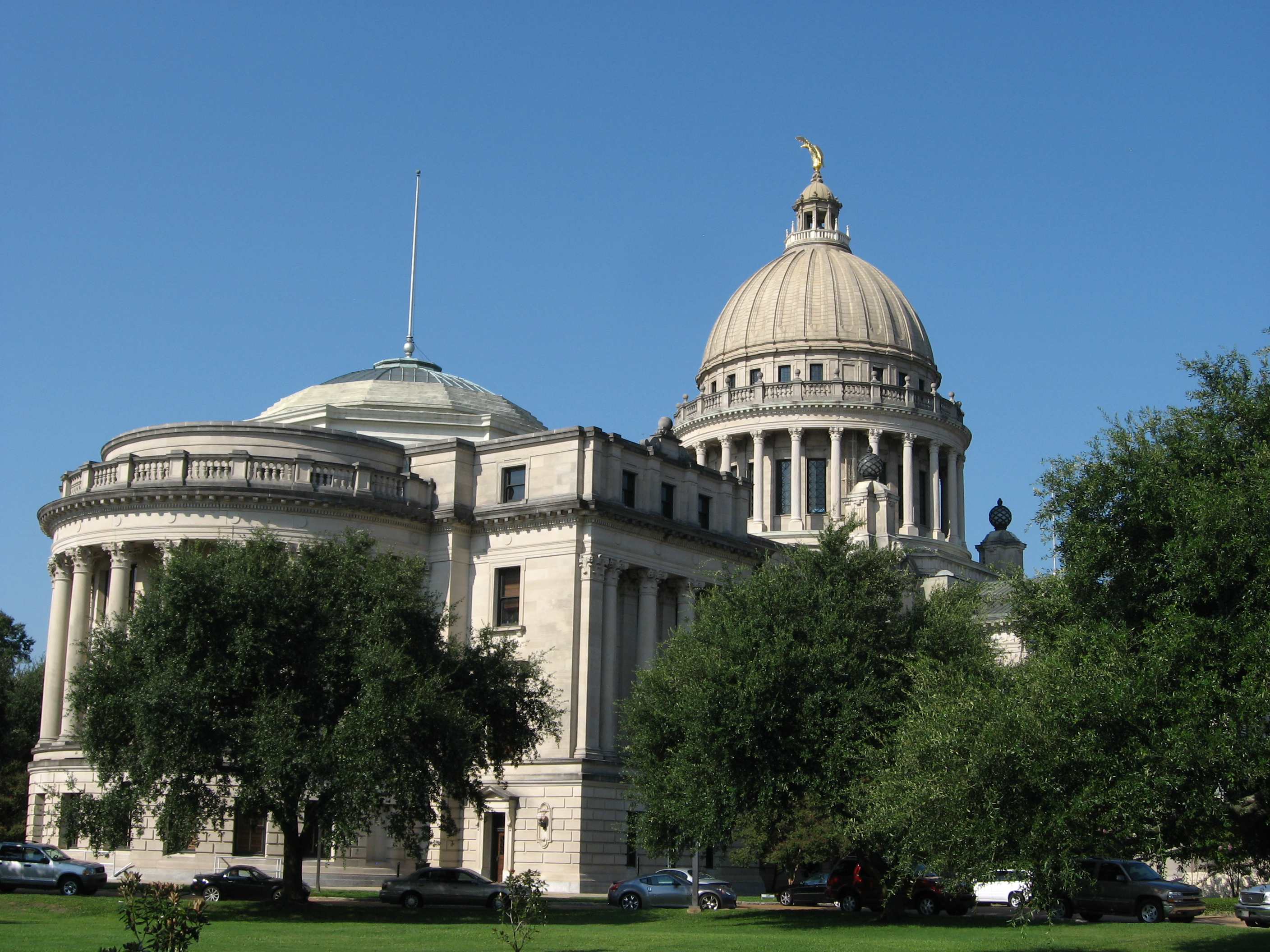
28. Капітолій штату Міссісіпі
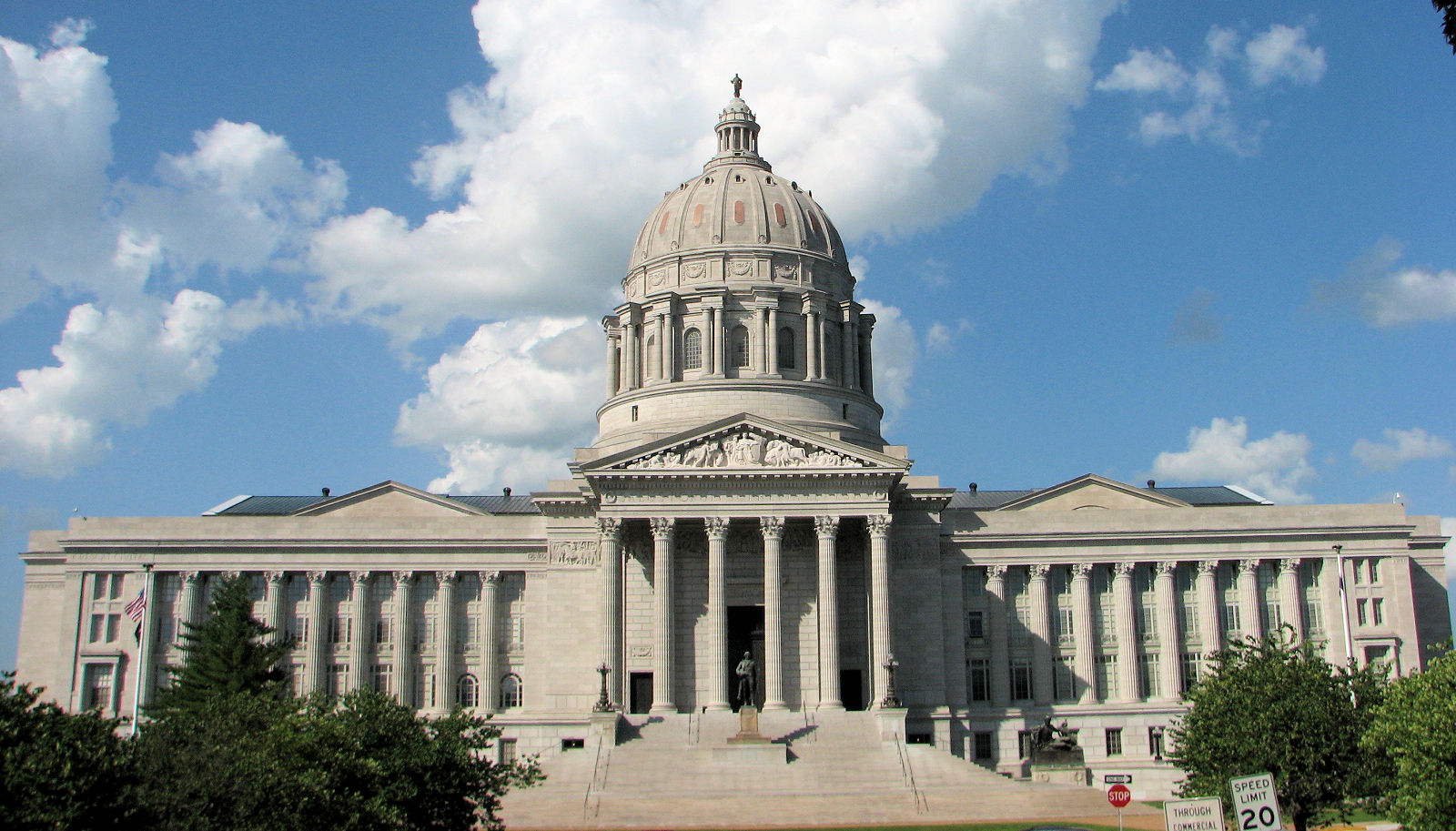
29. Капітолій штату Міссурі
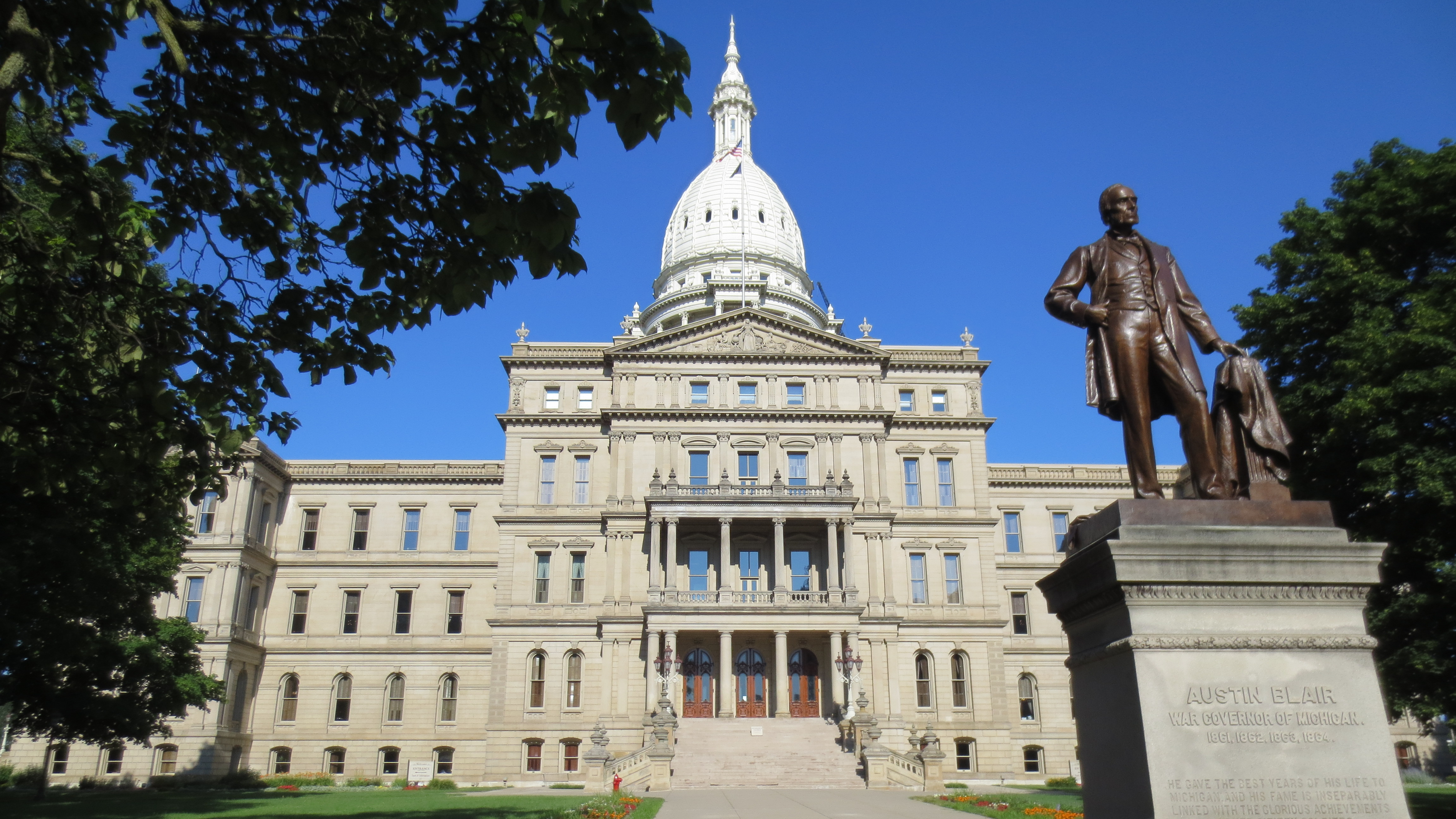
30. Капітолій штату Мічиган
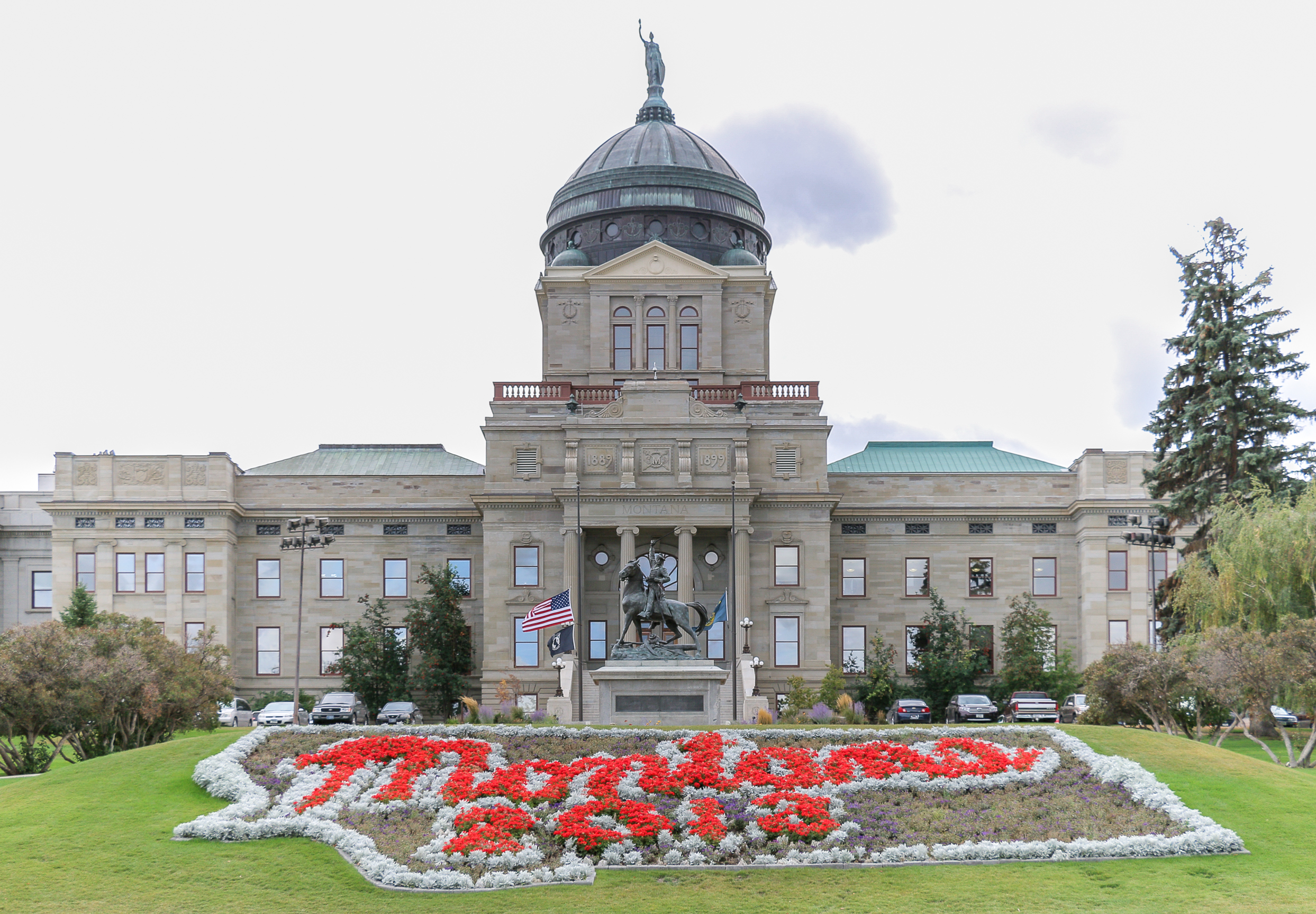
31. Капітолій штату Монтана
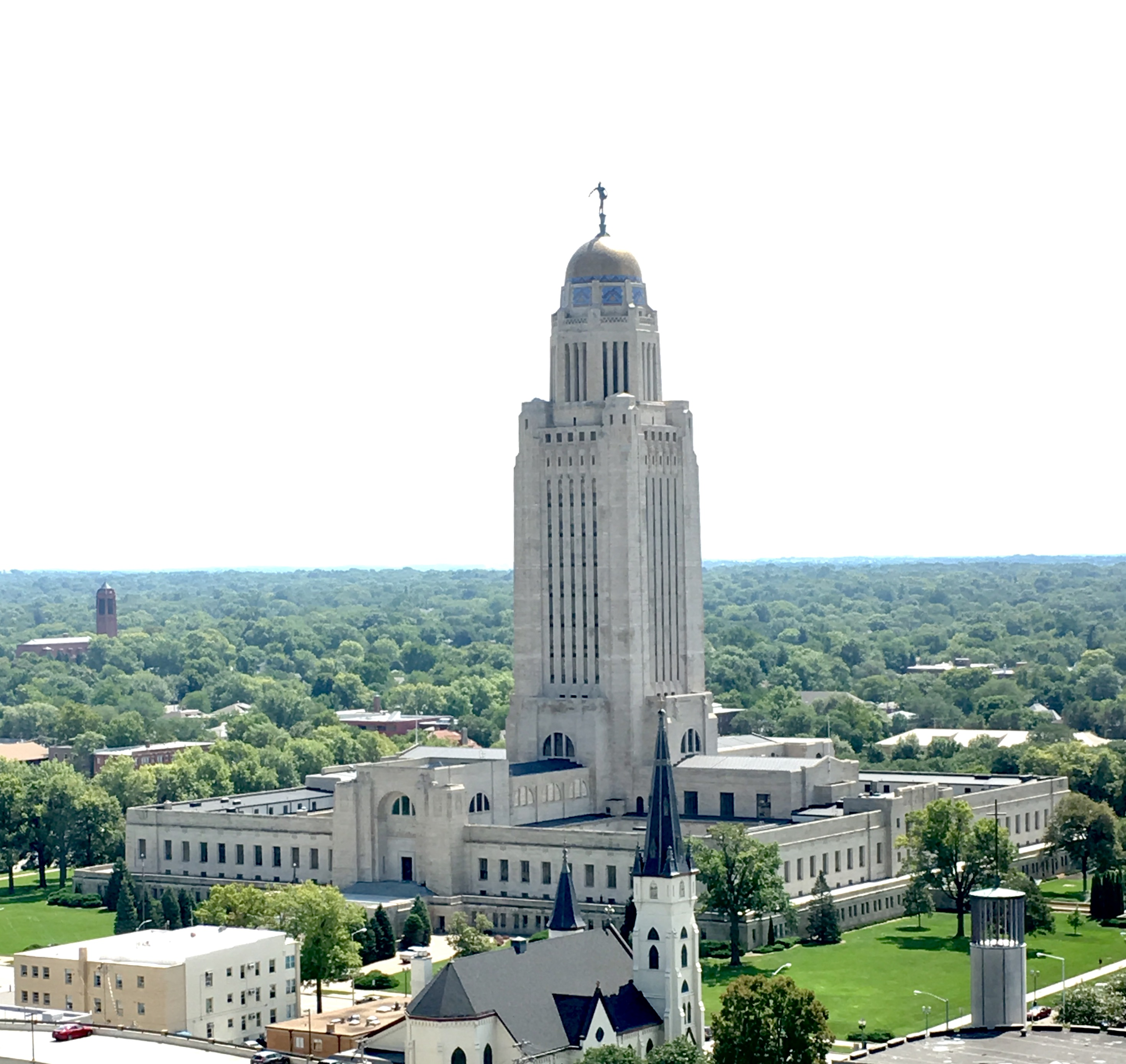
32. Капітолій штату Небраска
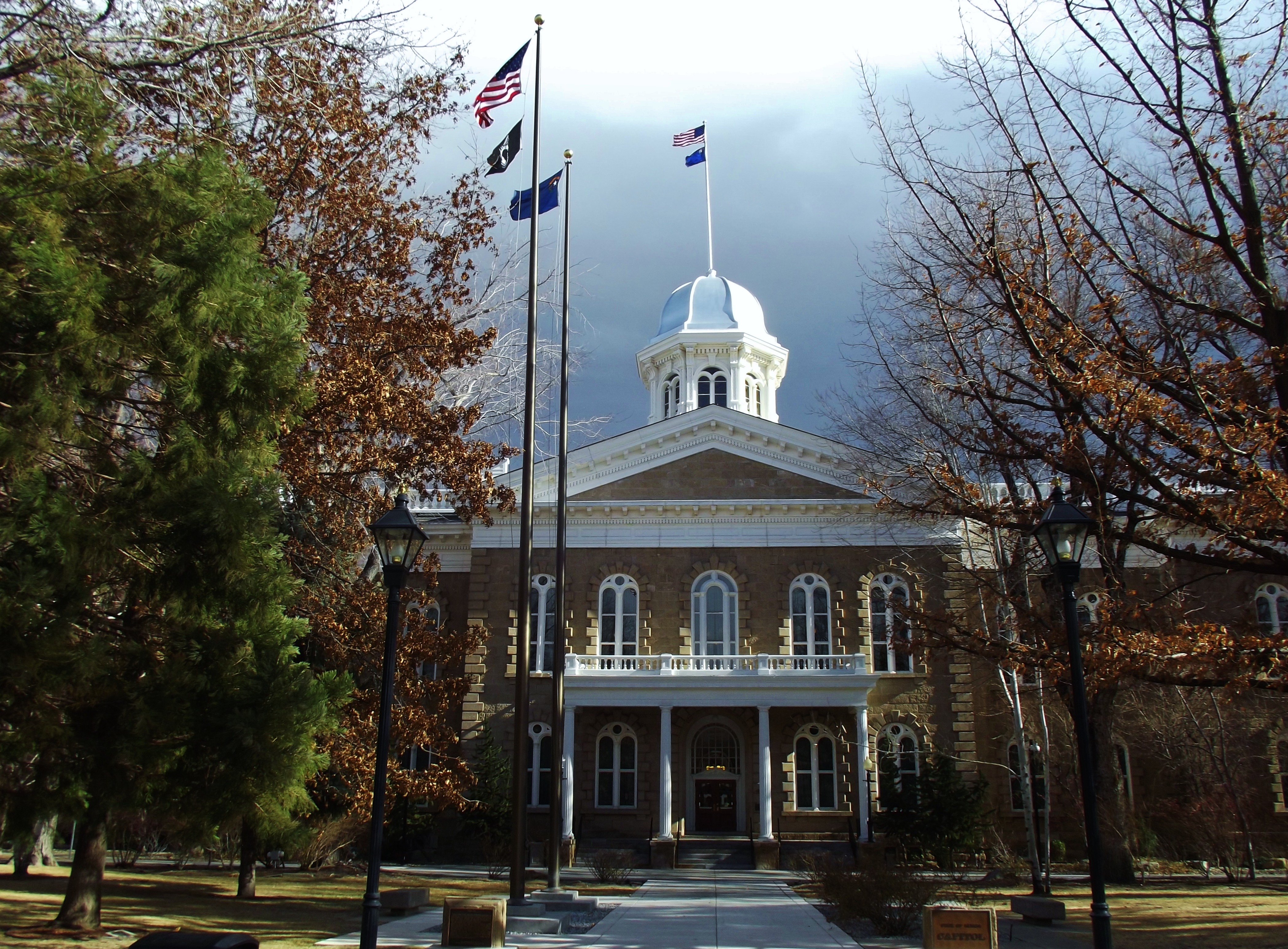
33. Капітолій штату Невада
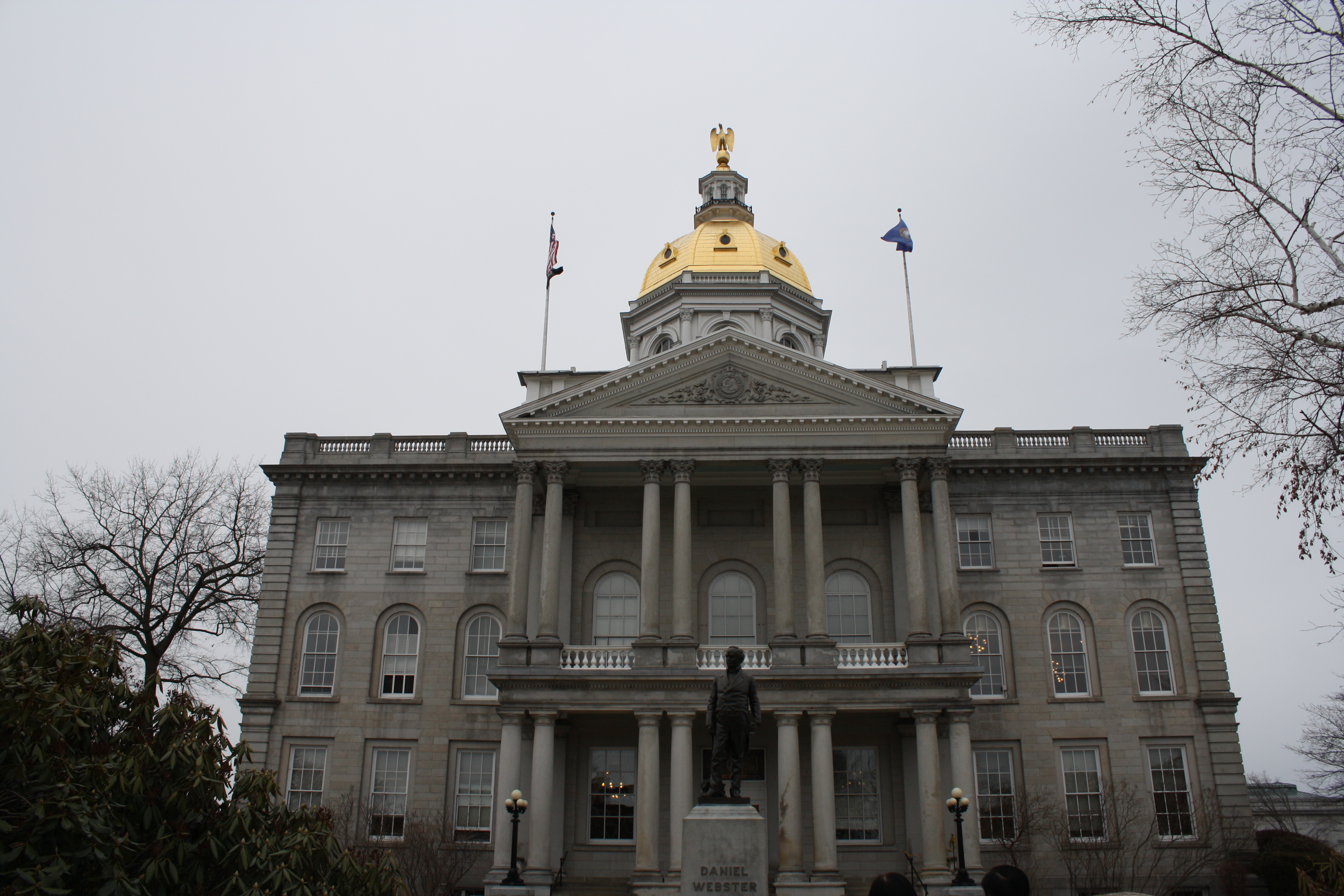
34. Капітолій штату Нью-Гемпшир
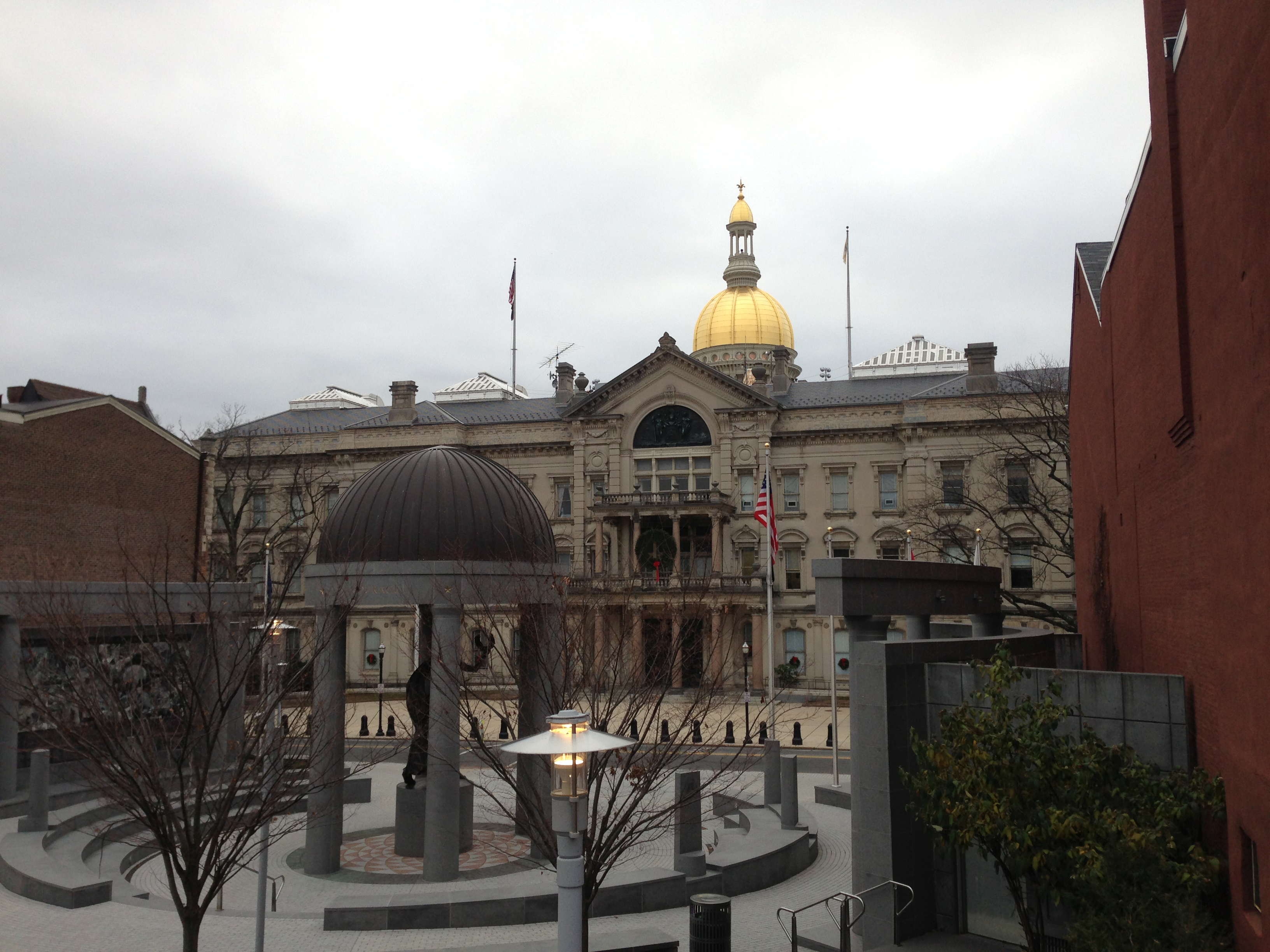
35. Капітолій штату Нью-Джерсі
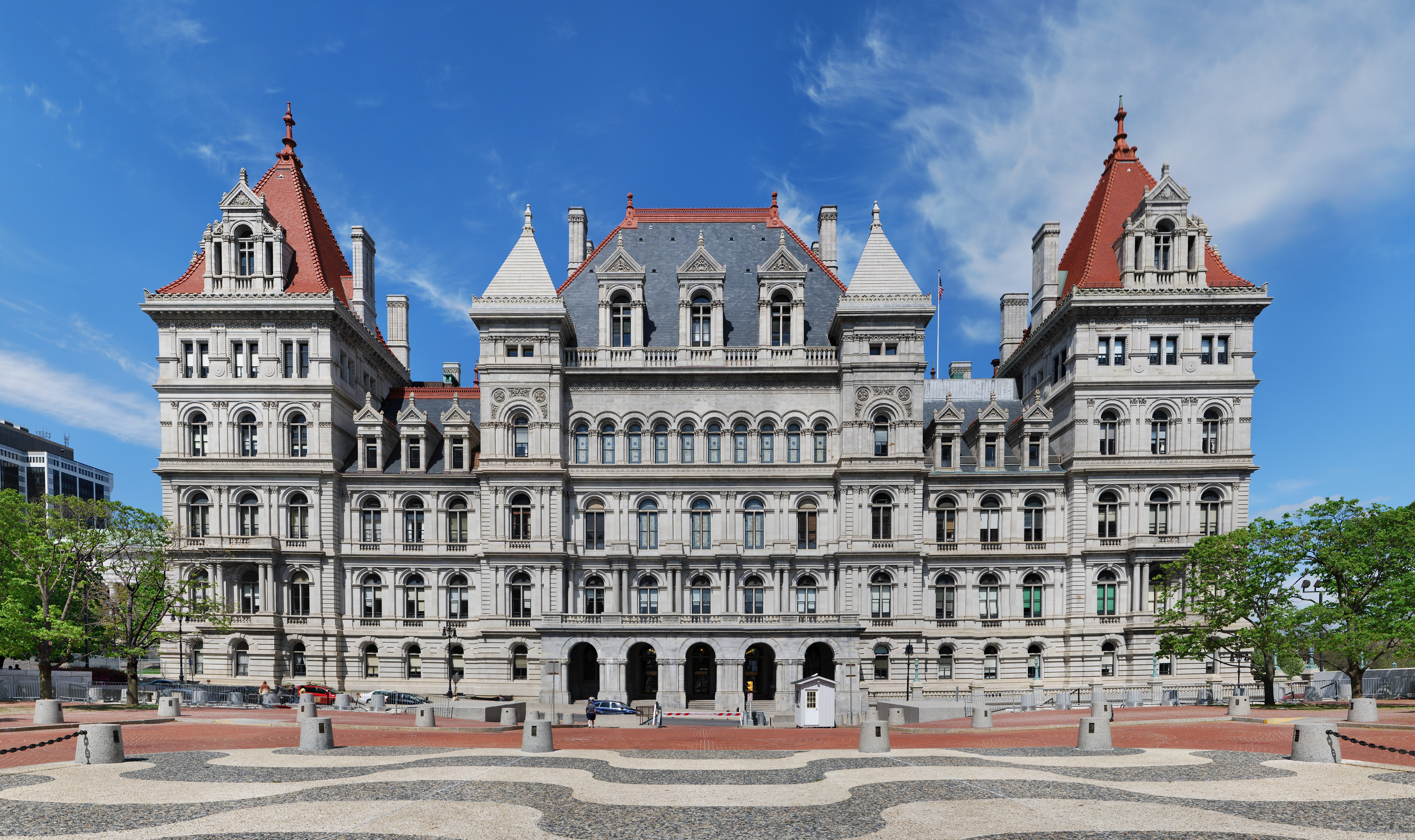
36. Капітолій штату Нью-Йорк
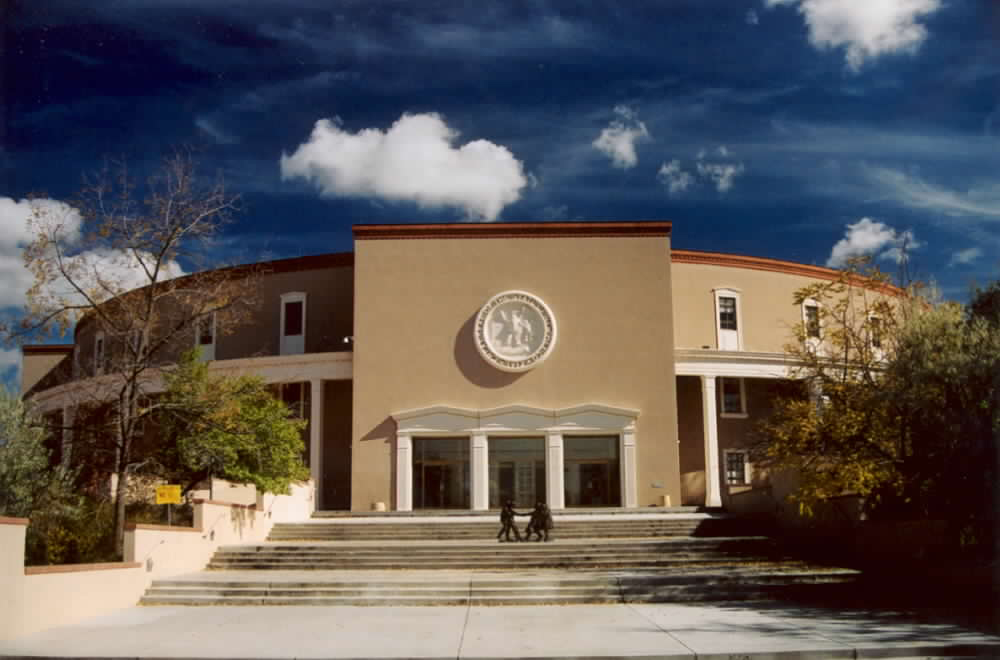
37. Капітолій штату Нью-Мексико
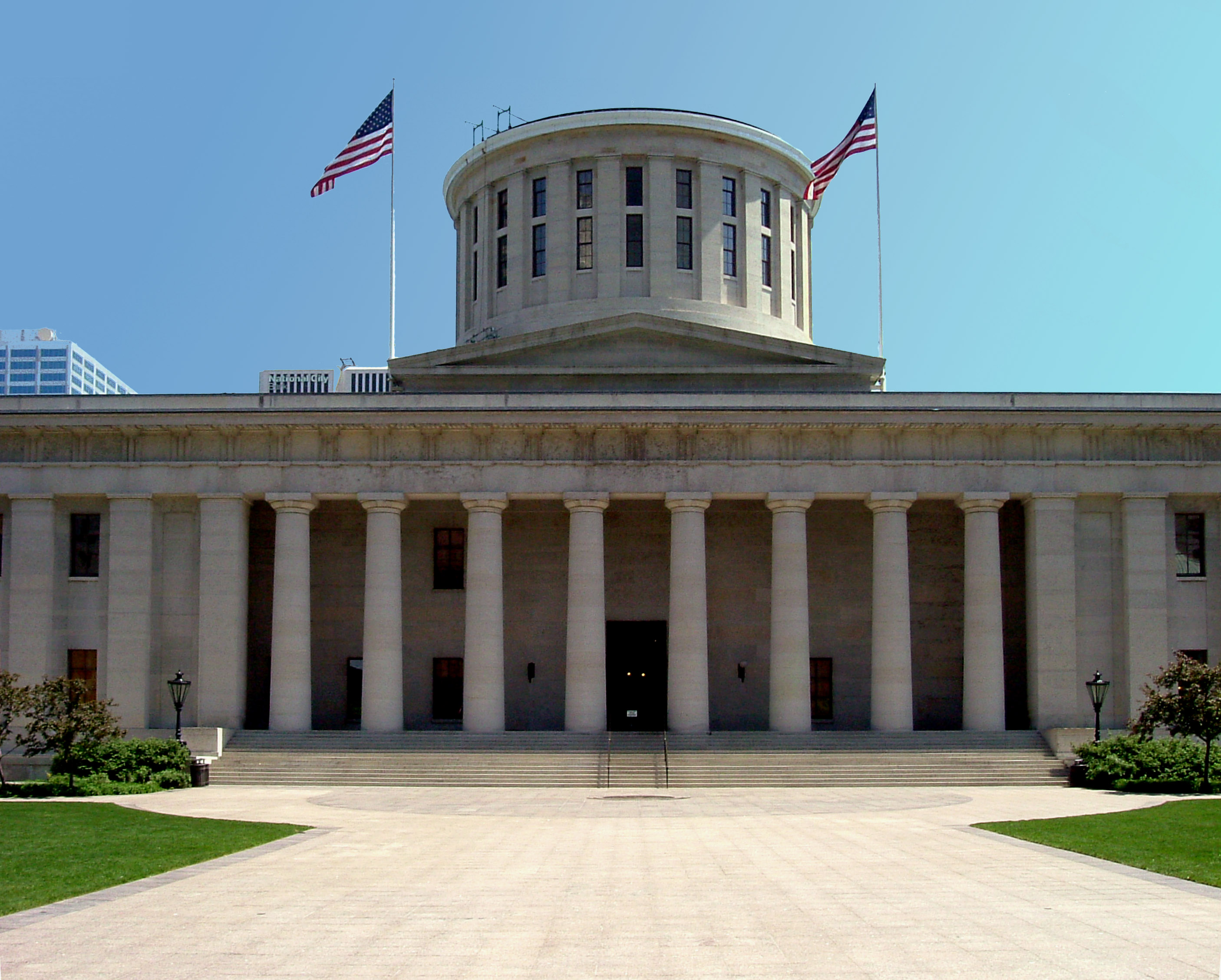
38. Капітолій штату Огайо
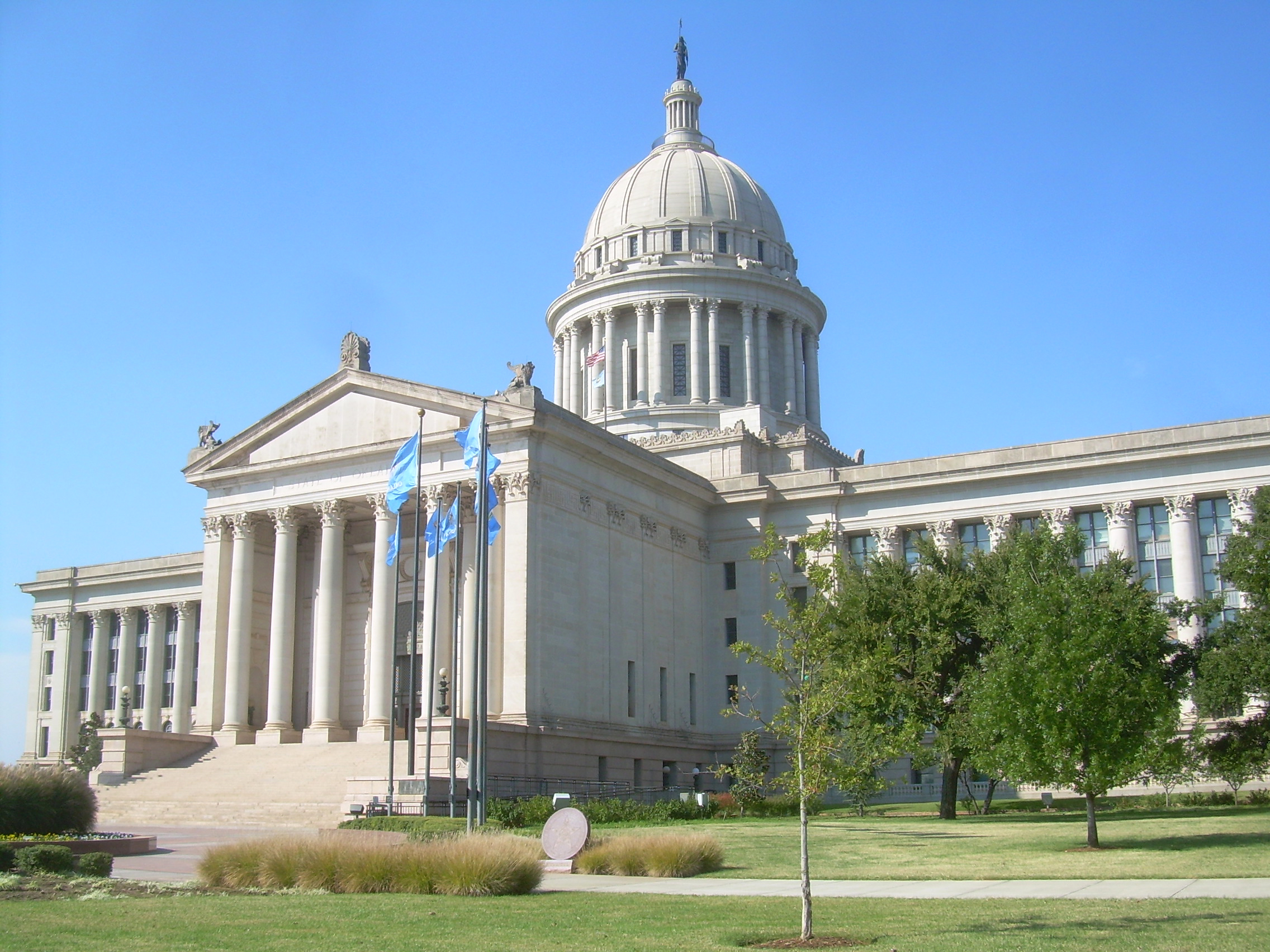
39. Капітолій штату Оклахома
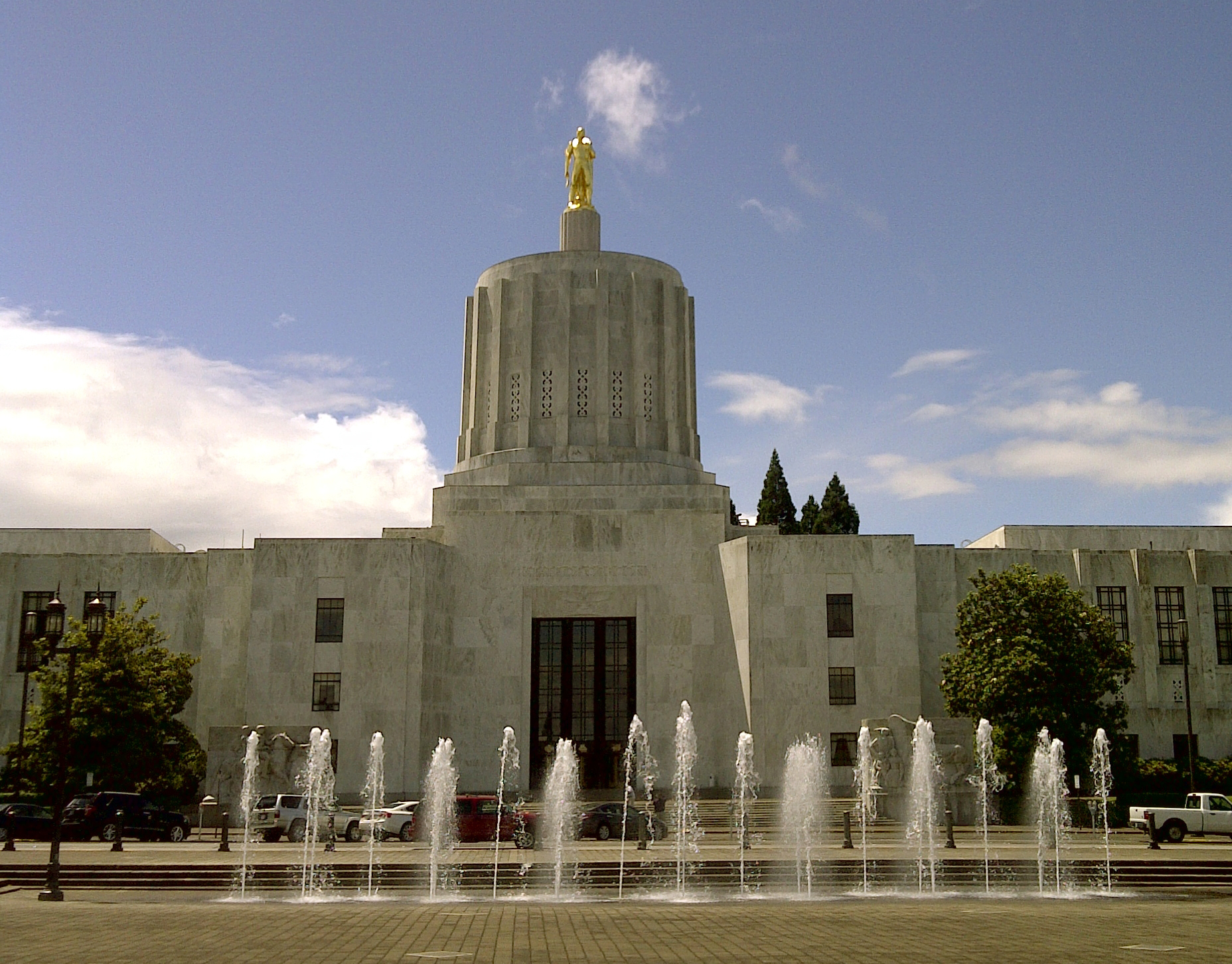
40. Капітолій штату Орегон
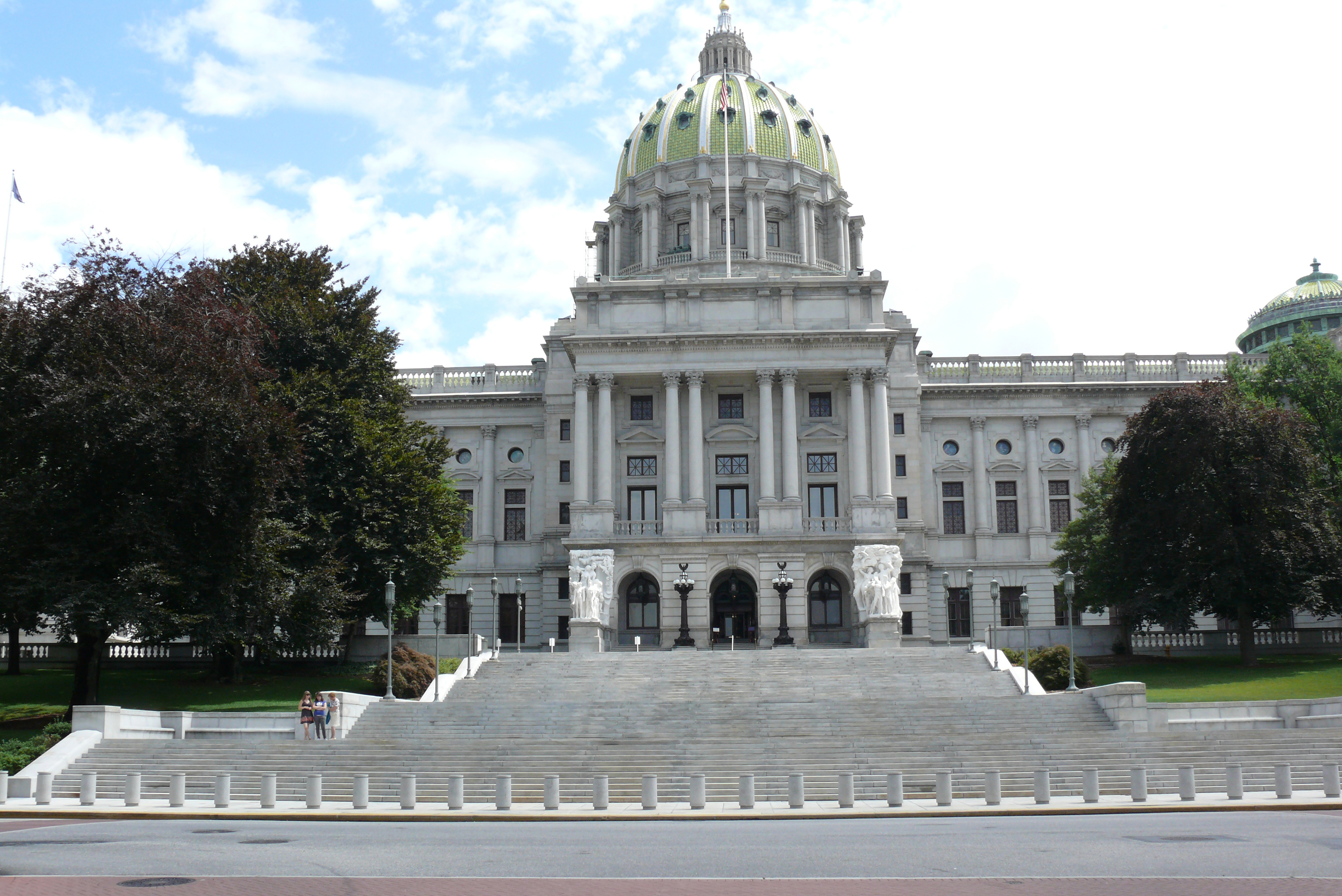
41. Капітолій штату Пенсільванія
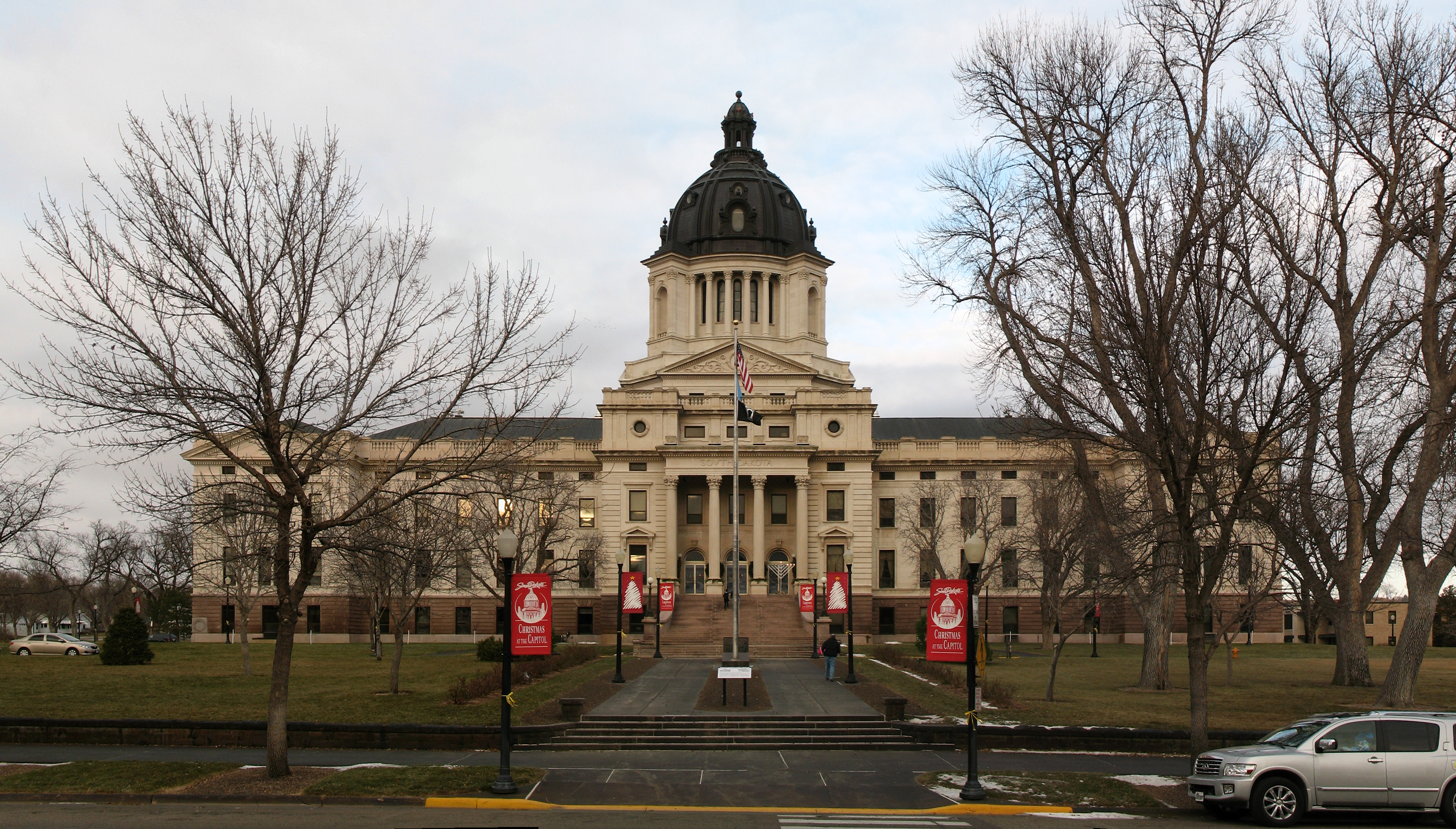
42. Капітолій штату Південна Дакота
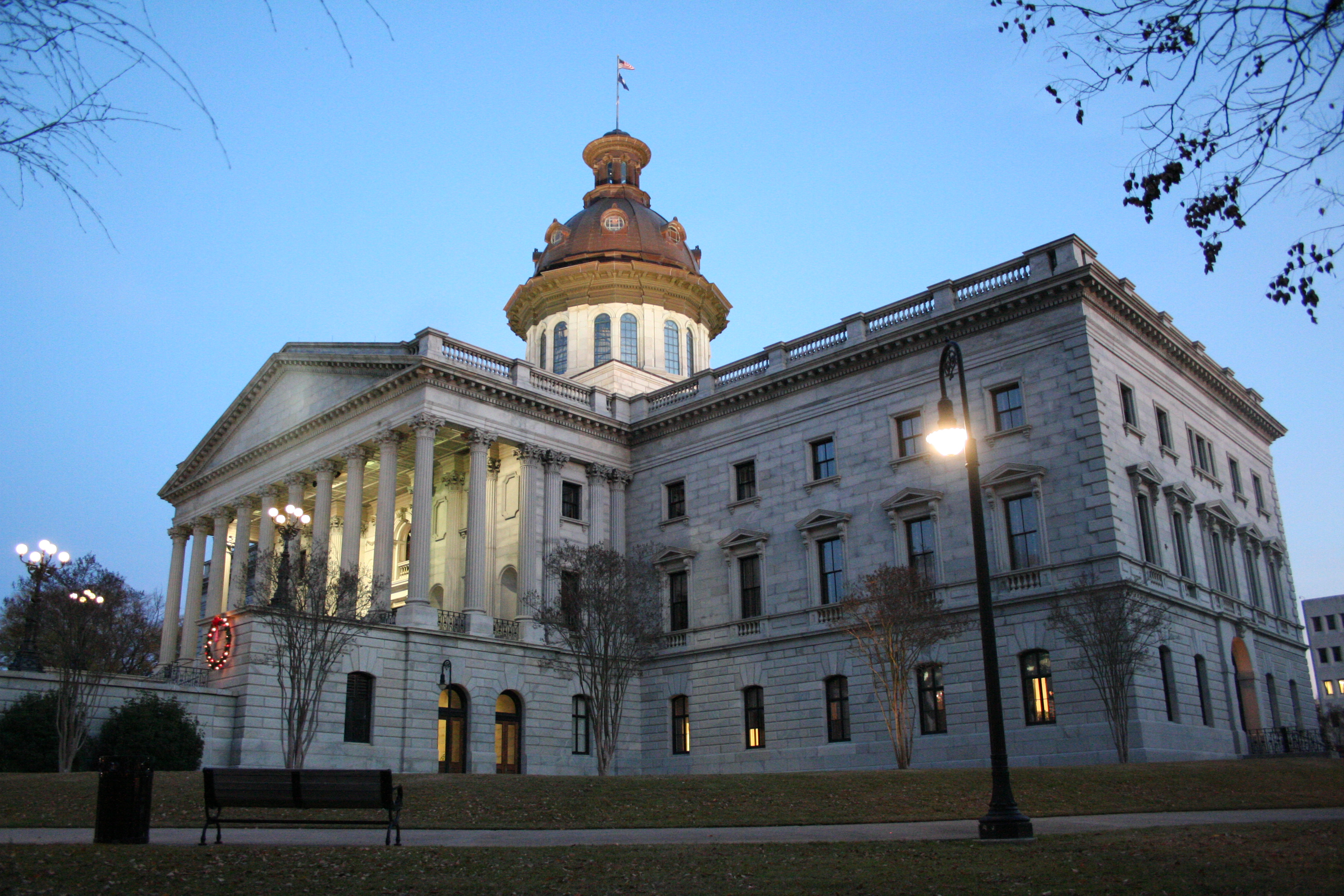
43. Капітолій штату Південна Кароліна
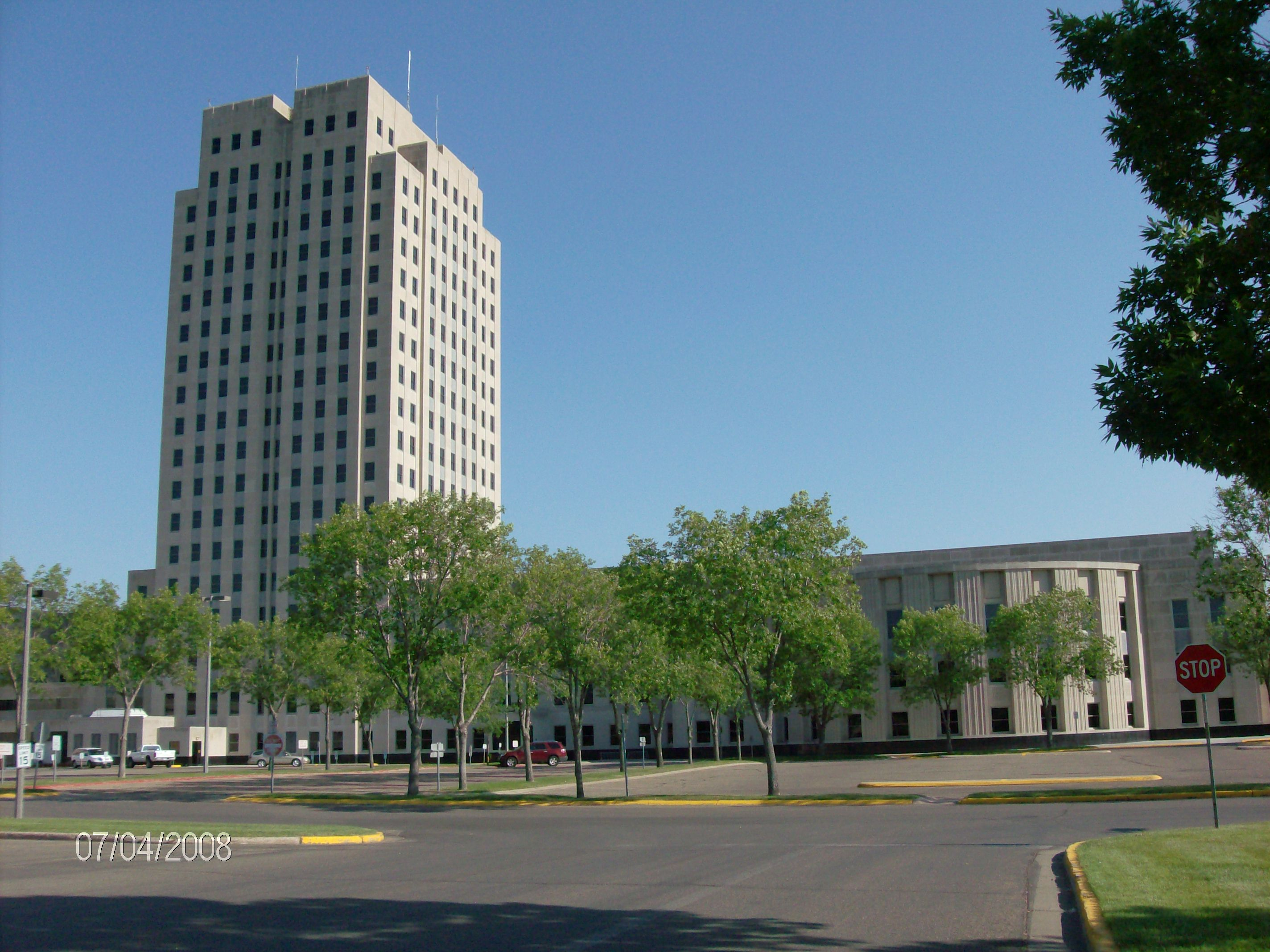
44. Капітолій штату Північна Дакота
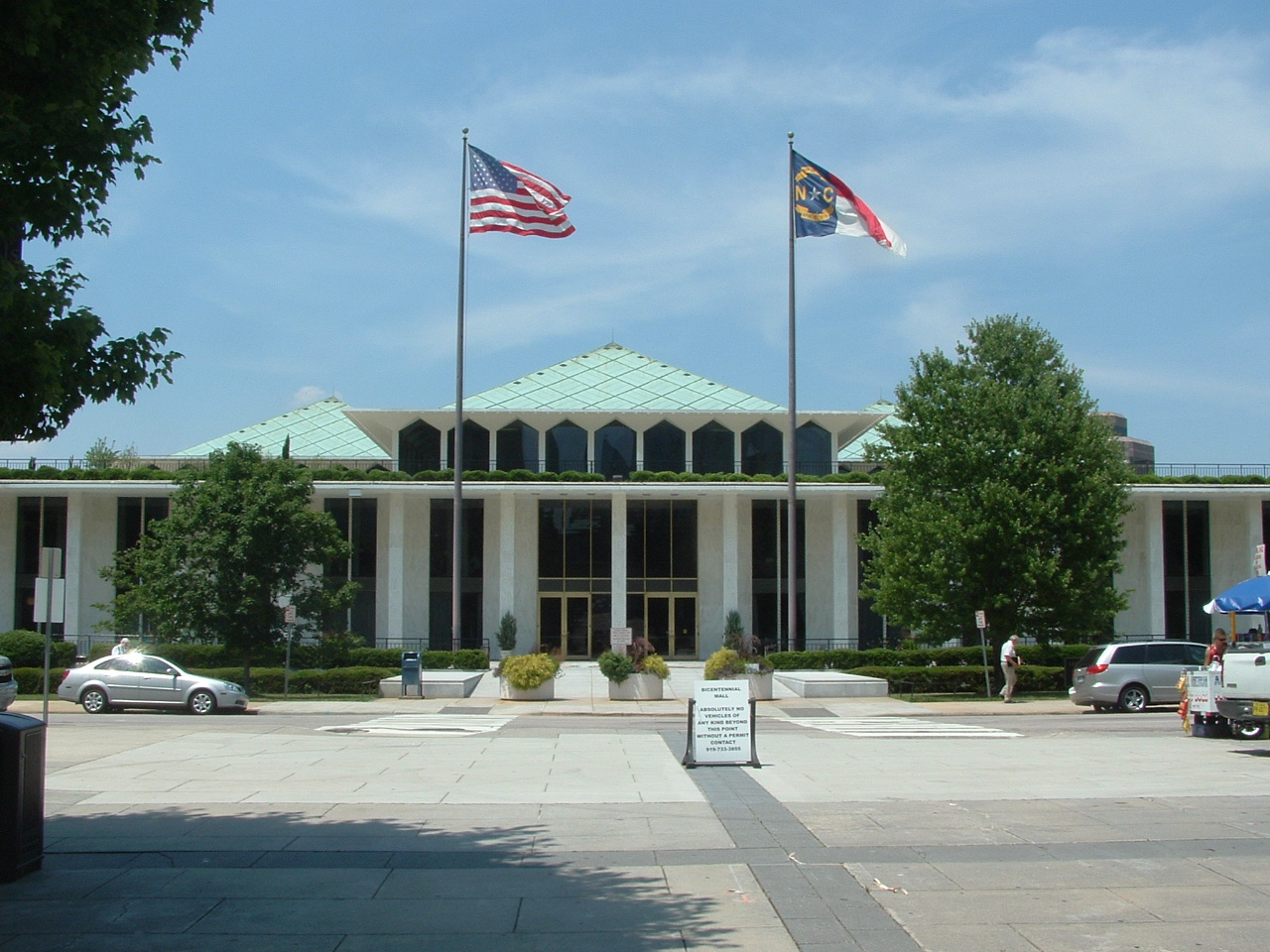
45. Капітолій штату Північна Кароліна
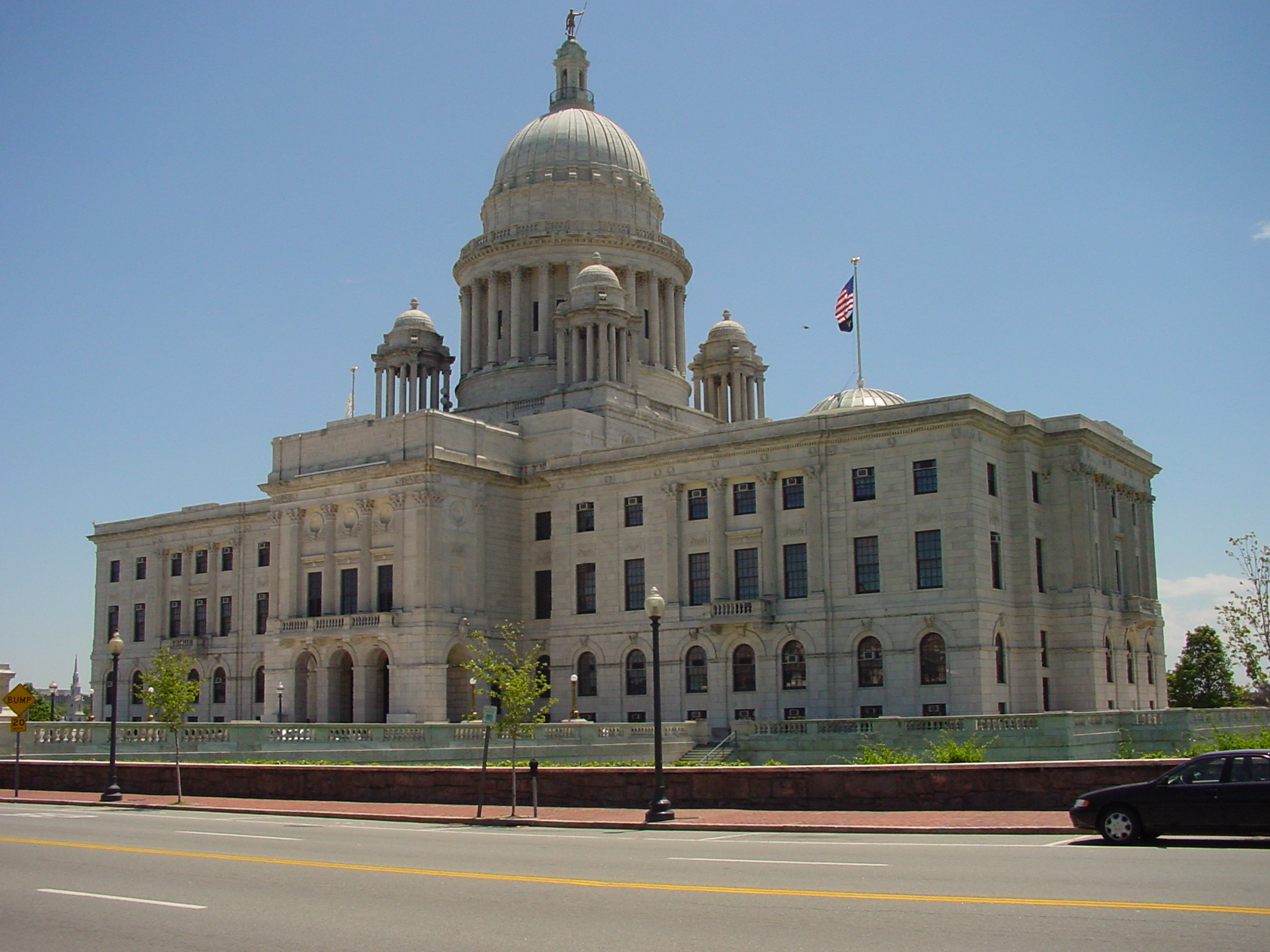
46. Капітолій штату Род-Айленд
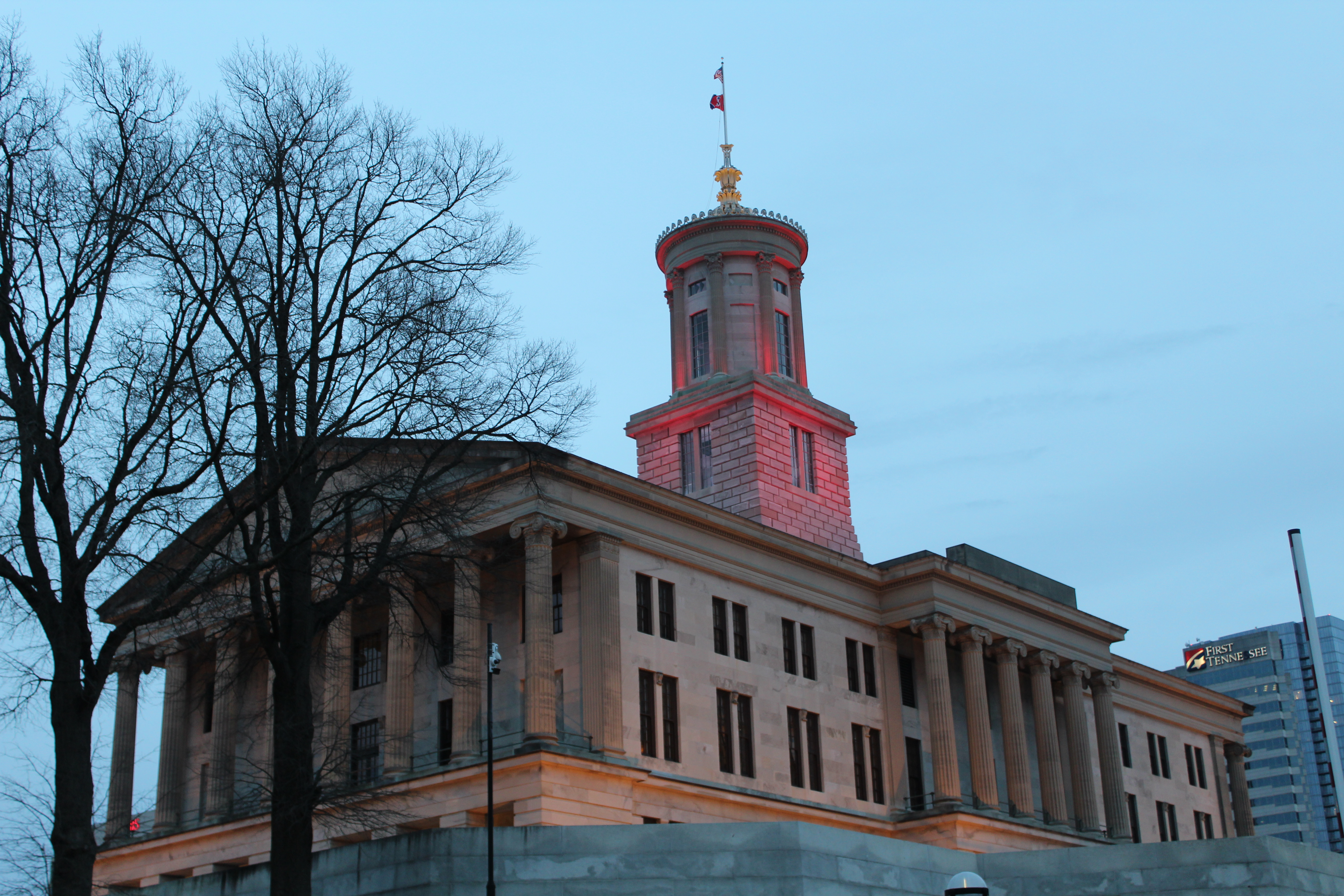
47. Капітолій штату Теннессі
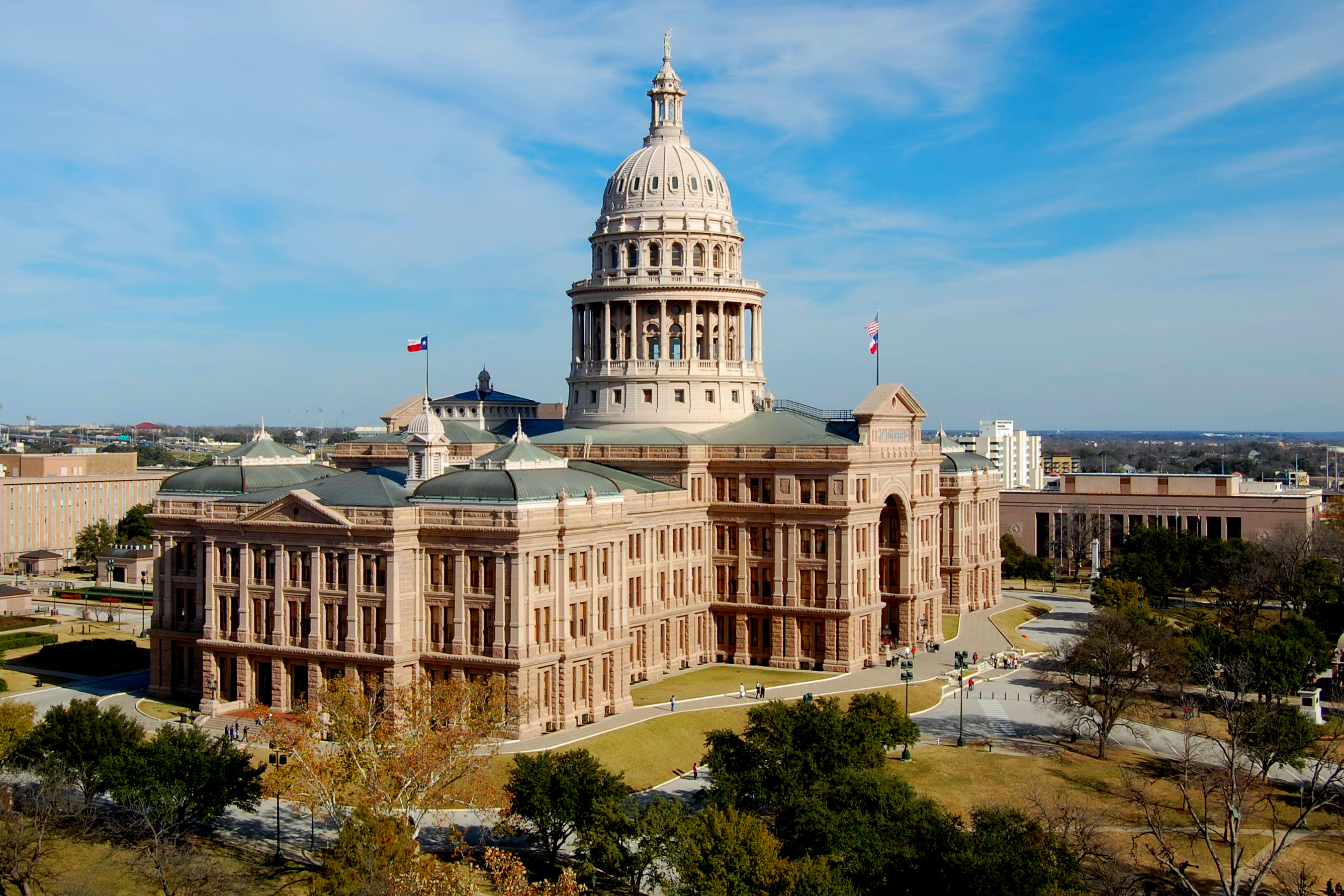
48. Капітолій штату Техас
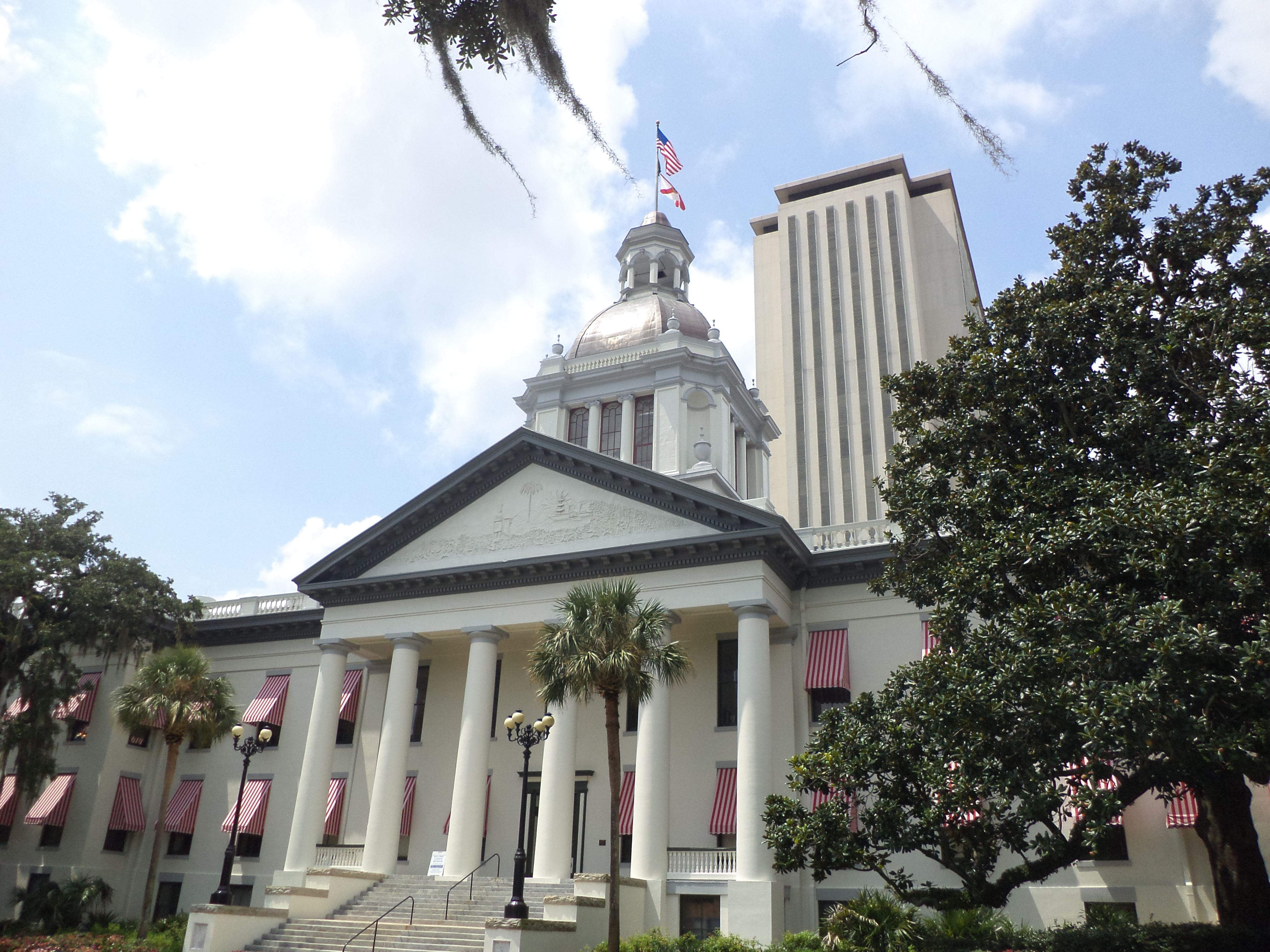
49. Капітолій штату Флорида
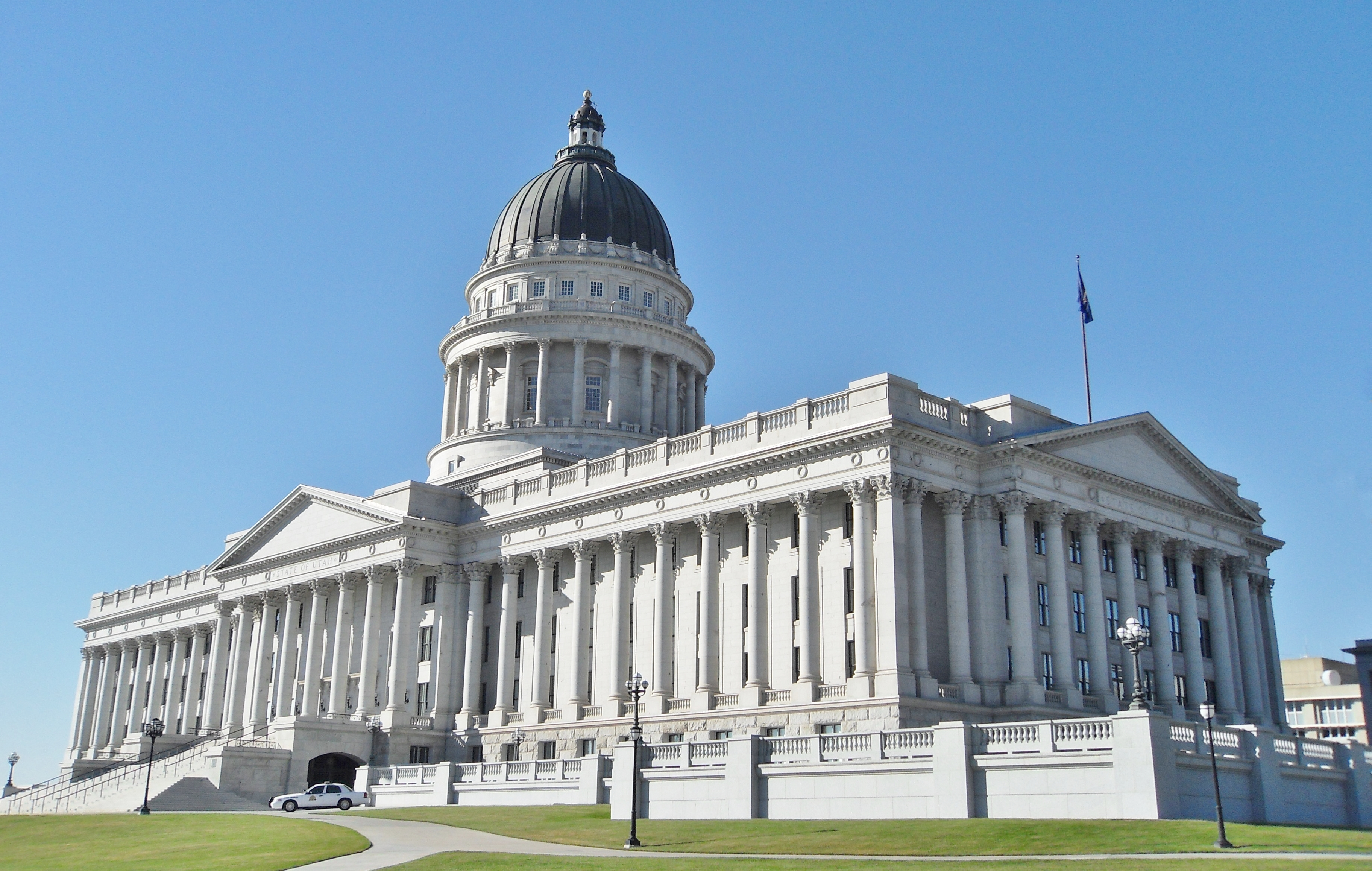
50. Капітолій штату Юта

### Території

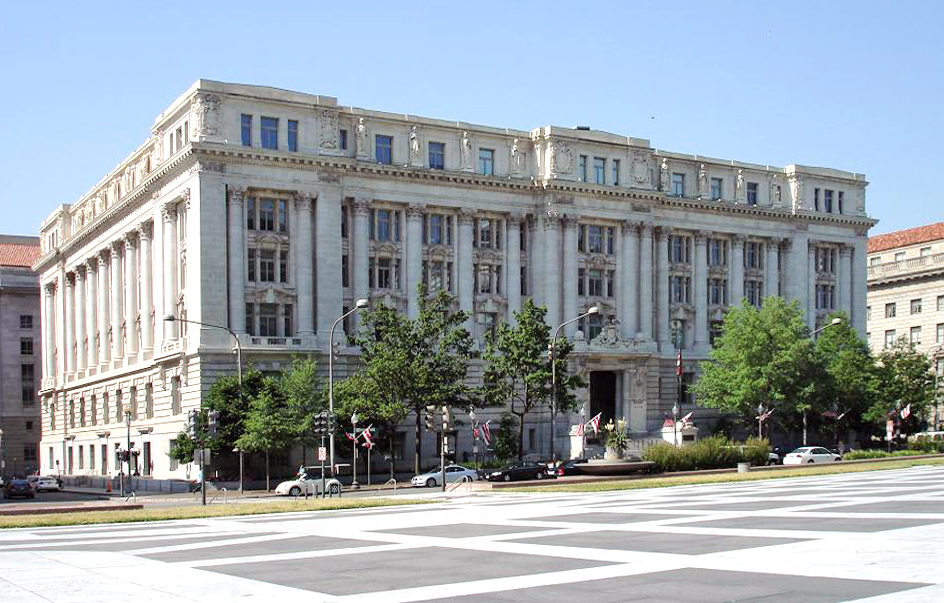
A. Будівля імені Джона Вілсона, Вашингтон (Федеральний округ Колумбія)
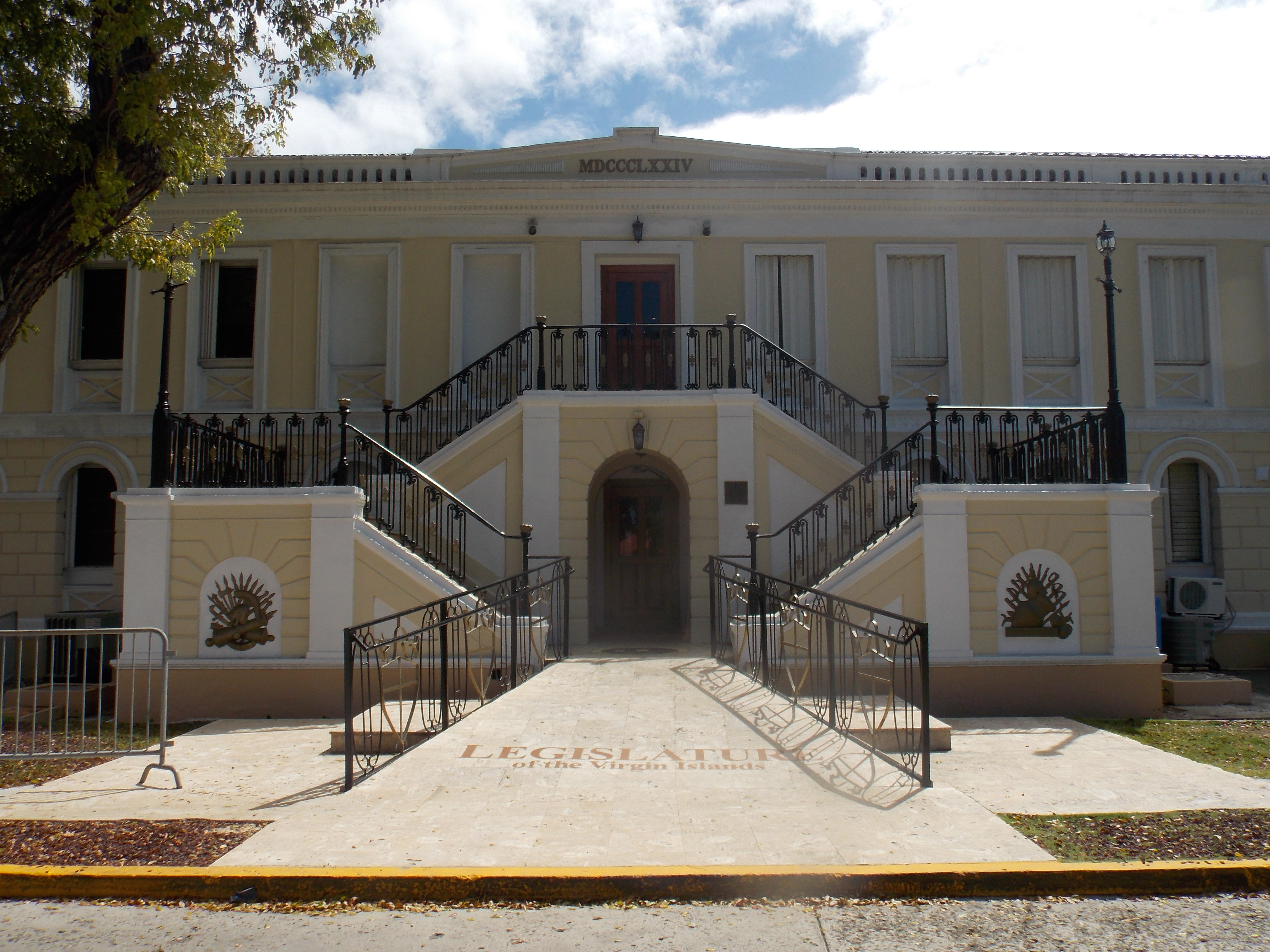
B. Капітолій Американських Віргінських Островів
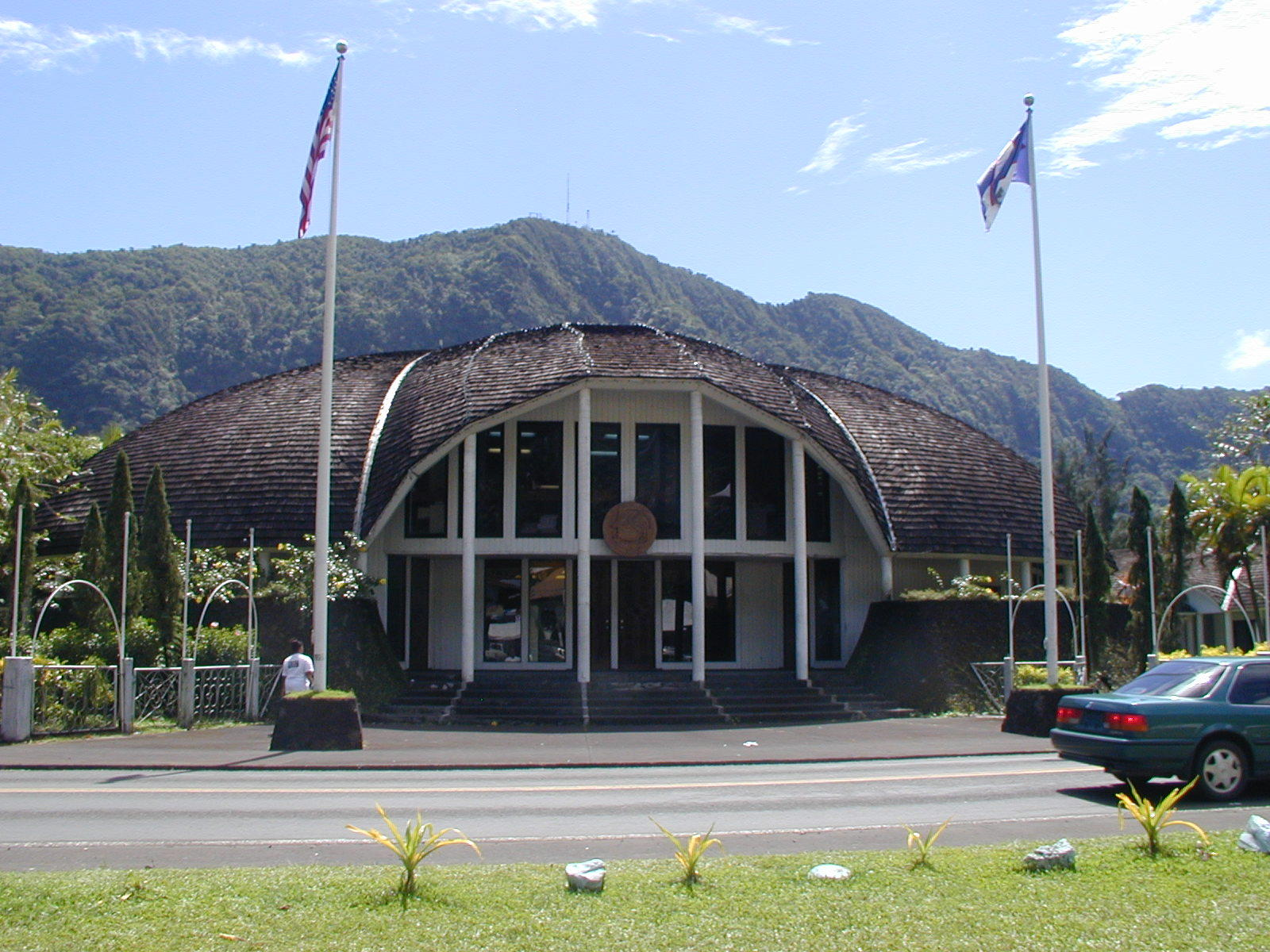
C. Будівля Фоно Американського Самоа
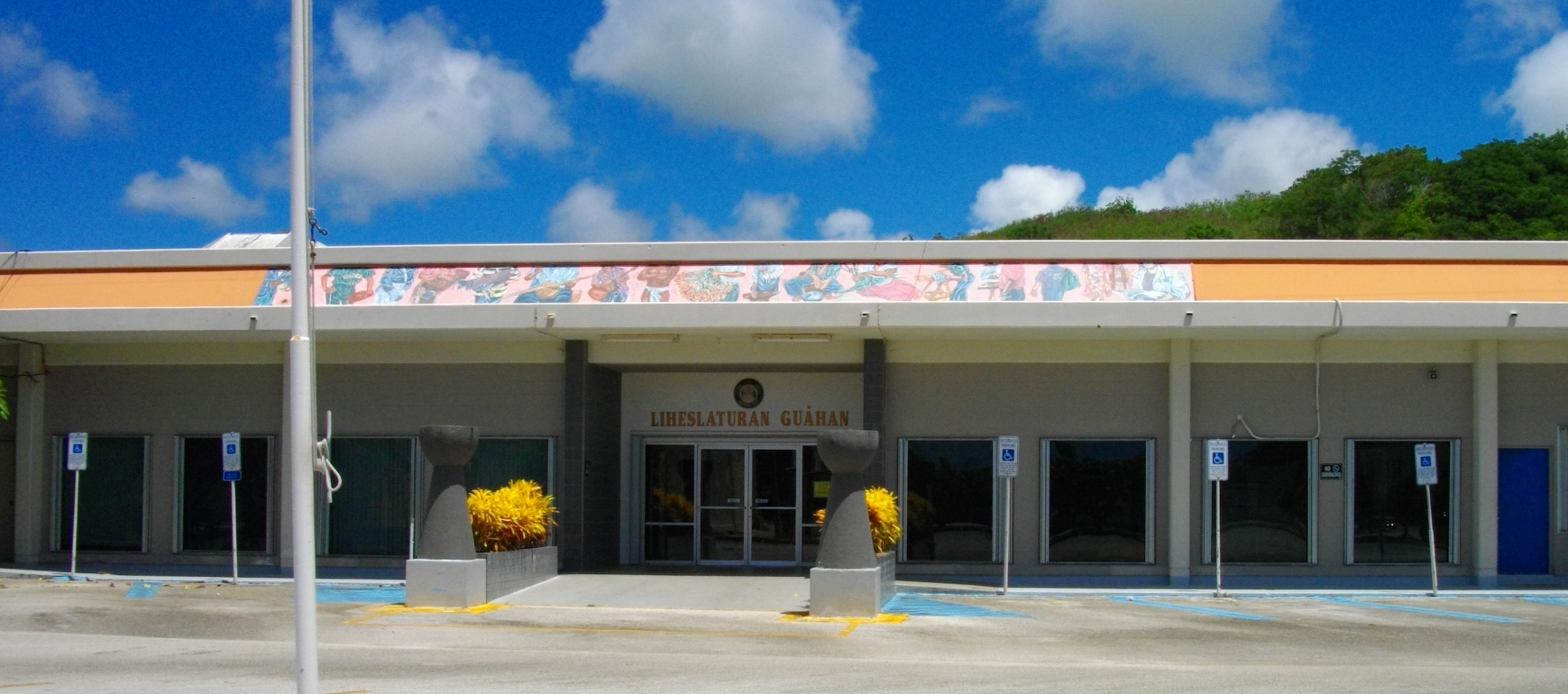
D. Будівля Конгресу Гуаму
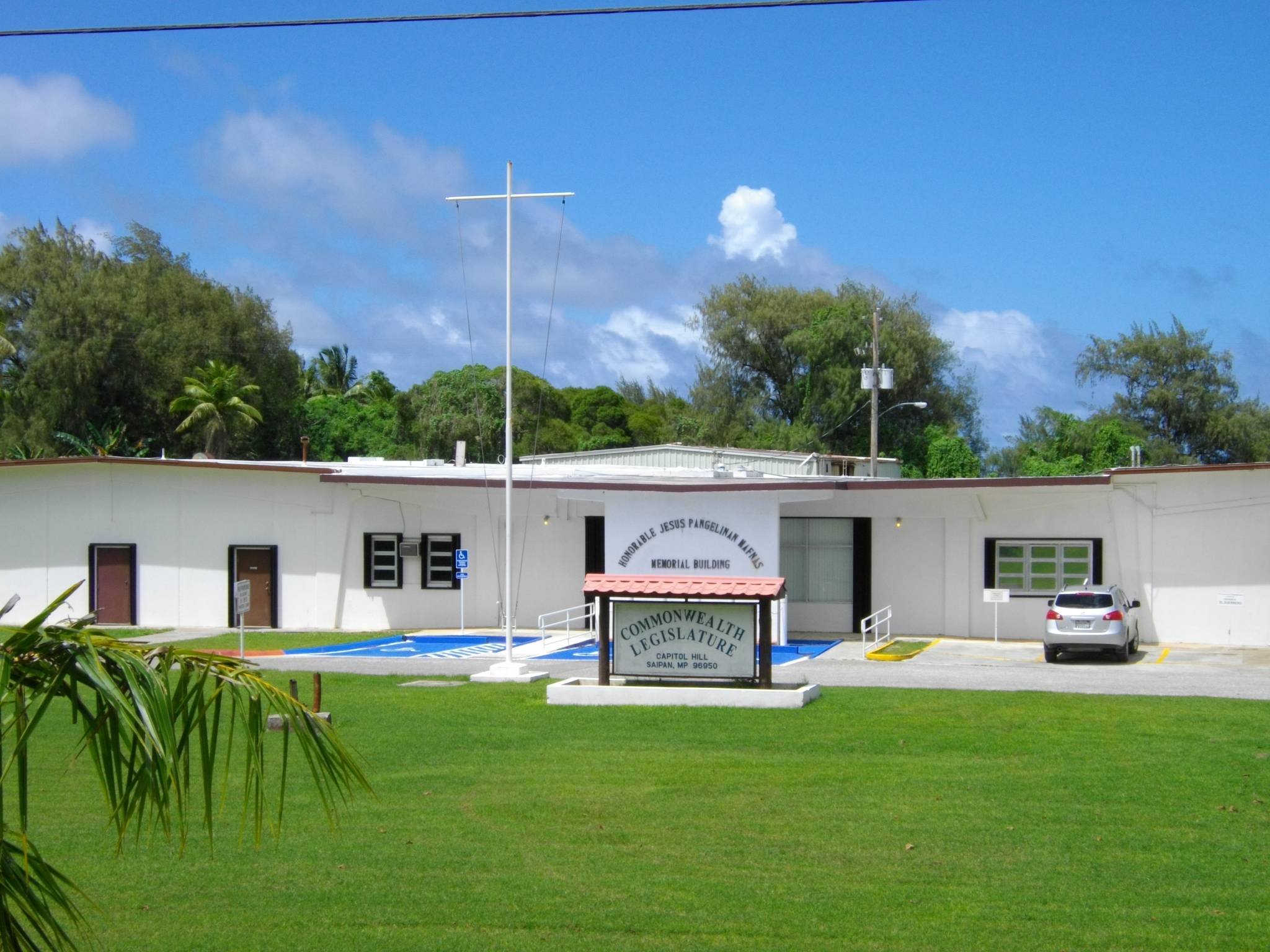
E. Капітолій Північних Маріанських Островів
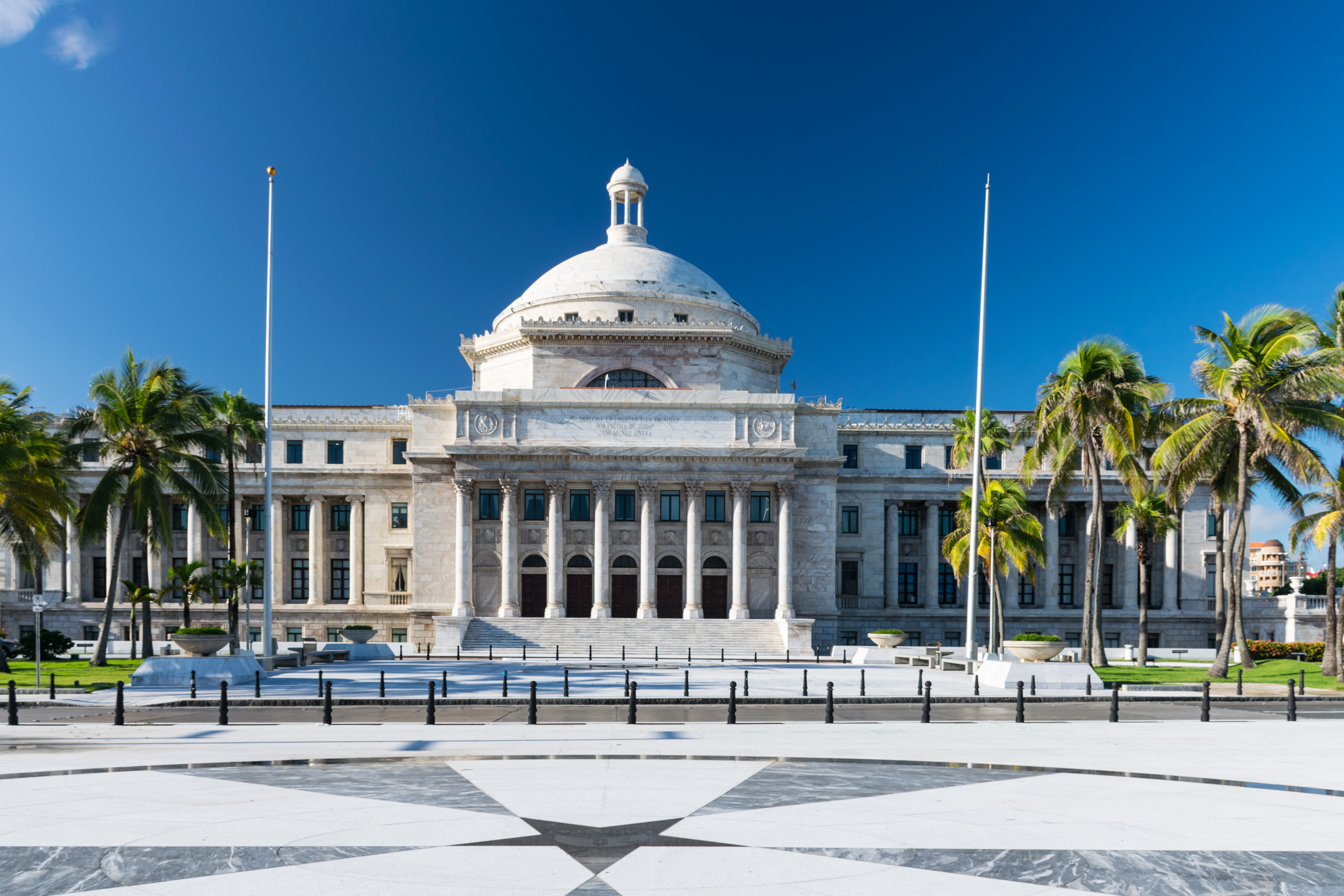
F. Капітолій Пуерто-Рико